# Elecciones provinciales de Santa Fe de 1991
Las elecciones generales de la provincia de Santa Fe de 1991 tuvieron lugar el 8 de septiembre del mencionado año para renovar las instituciones de la provincia para el período 1991-1995. Fueron los primeros comicios que se realizaban bajo la controvertida ley de doble voto simultáneo. Se debía escoger al gobernador, a los 50 miembros de la Cámara de Diputados, y a los 19 miembros del Senado Provincial.
El ex intendente de Rosario Horacio Usandizaga, de la Unión Cívica Radical, fue el candidato individual más votado con un 35.39% de los votos contra el 32.91% de Carlos Reutemann, del Partido Justicialista bajo la coalición Frente Justicialista Popular (FREJUPO). Sin embargo, Reutemann resultó elegido por la aplicación de la ley de lemas, sumándose a su candidatura los votos obtenidos por los otros candidatos justicialistas. En tercer lugar quedó Ricardo Molinas, candidato de la Alianza Honestidad, Trabajo y Eficacia, compuesta por el Partido Socialista Popular y el Partido Socialista Democrático.
En el plano legislativo, debido al sistema de mayoría automática, el partido más votado recibe una mayoría absoluta de 28 escaños, mientras que los demás partidos se reparten proporcionalmente el resto de los escaños. De este modo, el justicialismo mantuvo el quorum en la cámara, la UCR obtuvo 17 diputados y los socialistas 4. En el Senado, el justicialismo también obtuvo la mayoría con 15 de los 19 senadores, contra 4 del radicalismo.

## Reglas electorales
- Gobernador y vicegobernador electos por doble voto simultáneo.
- 50 diputados, la totalidad de los miembros de la Cámara de Diputados Provincial. Electos por toda la provincia con 28 bancas reservadas para el partido más votado y 22 a los demás partidos, en proporción de los votos que hubieren logrado, usando doble voto simultáneo.
- 19 senadores, la totalidad de los miembros de la Cámara de Senadores Provincial. Electo un senador por cada uno de los 19 departamentos en los que se divide la provincia, usando doble voto simultáneo.

## Resultados

### Gobernador y vicegobernador
| Lema                     | Lema                                             | Fórmula                          | Fórmula                                       | Sublema                              | Sublema               | Sublema               | Lema      | Lema  |
| Lema                     | Lema                                             | Gobernador                       | Vicegobernador                                | Sublema                              | Votos                 | %                     | Votos     | %     |
| ------------------------ | ------------------------------------------------ | -------------------------------- | --------------------------------------------- | ------------------------------------ | --------------------- | --------------------- | --------- | ----- |
|                          | Frente Justicialista Popular                     | Carlos Reutemann                 | Miguel Ángel Robles                           | Creo en Santa Fe                     | 488.105               | 70,28                 | 694.542   | 46,83 |
| Fernando Enrique Caimi   | Frente Justicialista Popular                     | Héctor José García Solá          | Nuevo Rumbo                                   | 75.316                               | 10,84                 |                       | 694.542   | 46,83 |
| Fernando Enrique Caimi   | Frente Justicialista Popular                     | Héctor José García Solá          | Nuevo Orden                                   | 10.422                               | 1,50                  |                       | 694.542   | 46,83 |
| Fernando Enrique Caimi   | Frente Justicialista Popular                     | Héctor José García Solá          | Blanco de los Jubilados - Liga Federal        | 9.476                                | 1,36                  |                       | 694.542   | 46,83 |
| Fernando Enrique Caimi   | Frente Justicialista Popular                     | Héctor José García Solá          | Total                                         | 95.214                               | 13,71                 |                       | 694.542   | 46,83 |
| Luis Rubeo               | Frente Justicialista Popular                     | José Augusto Weber               | Primero Santa Fe                              | 50.526                               | 7,27                  |                       | 694.542   | 46,83 |
| Luis Rubeo               | Frente Justicialista Popular                     | José Augusto Weber               | 9 de Julio                                    | 5.725                                | 0,82                  |                       | 694.542   | 46,83 |
| Luis Rubeo               | Frente Justicialista Popular                     | José Augusto Weber               | Movimiento Unidad Popular                     | 2.817                                | 0,41                  |                       | 694.542   | 46,83 |
| Luis Rubeo               | Frente Justicialista Popular                     | José Augusto Weber               | Total                                         | 59.068                               | 8,50                  |                       | 694.542   | 46,83 |
| Juan Bernardo Iturraspe  | Frente Justicialista Popular                     | Edgardo Juan R. Hernández        | Cambio Solidario                              | 22.598                               | 3,25                  |                       | 694.542   | 46,83 |
| Juan Bernardo Iturraspe  | Frente Justicialista Popular                     | Edgardo Juan R. Hernández        | Histórico                                     | 1.549                                | 0,22                  |                       | 694.542   | 46,83 |
| Juan Bernardo Iturraspe  | Frente Justicialista Popular                     | Edgardo Juan R. Hernández        | Total                                         | 24.147                               | 3,48                  |                       | 694.542   | 46,83 |
| Alberto Emilio Maguid    | Frente Justicialista Popular                     | Palmira Adela de Martin          | C.O.P. - M.O.S.A.R.                           | 19.338                               | 2,78                  |                       | 694.542   | 46,83 |
| Enrique Horacio Vallejos | Frente Justicialista Popular                     | Eduardo Antonio Rois             | Hito 91                                       | 4.837                                | 0,70                  |                       | 694.542   | 46,83 |
| Osvaldo Felipe Sortino   | Frente Justicialista Popular                     | Eddy Graciela Manentti de Perren | Santa Fe Merece el Cambio                     | 1.717                                | 0,25                  |                       | 694.542   | 46,83 |
| —                        | Frente Justicialista Popular                     | —                                | Solidaridad                                   | 9                                    | 0,00                  |                       | 694.542   | 46,83 |
| —                        | Frente Justicialista Popular                     | —                                | Mesa Unificadora                              | 4                                    | 0,00                  |                       | 694.542   | 46,83 |
| —                        | Frente Justicialista Popular                     | —                                | Restauración                                  | 3                                    | 0,00                  |                       | 694.542   | 46,83 |
| —                        | Frente Justicialista Popular                     | —                                | Frente Federalista                            | 1                                    | 0,00                  |                       | 694.542   | 46,83 |
| —                        | Frente Justicialista Popular                     | —                                | Cumplir con la Palabra, Cumplir con el Pueblo | 1                                    | 0,00                  |                       | 694.542   | 46,83 |
| Votos al lema            | Votos al lema                                    | Votos al lema                    | 2.098                                         | 0,30                                 |                       |                       | 694.542   | 46,83 |
|                          | Unión Cívica Radical                             | Horacio Usandizaga               | Carlos Alberto Fabrissín                      | Convergencia Santafecina             | 601.175               | 99,98                 | 601.304   | 40,54 |
| —                        | Unión Cívica Radical                             | —                                | Movimiento de Renovación y Cambio             | 64                                   | 0,01                  |                       | 601.304   | 40,54 |
| —                        | Unión Cívica Radical                             | —                                | Cambio Real con Trabajo Solidario             | 2                                    | 0,00                  |                       | 601.304   | 40,54 |
| Votos al lema            | Votos al lema                                    | Votos al lema                    | 63                                            | 0,01                                 |                       |                       | 601.304   | 40,54 |
|                          | Honestidad, Trabajo y Eficiencia                 | Ricardo Francisco Molinas (PSP)  | Hermes Binner (PSP)                           | —                                    | —                     | —                     | 127.051   | 8,57  |
|                          | Partido Demócrata Progresista                    | Carlos Alberto Favario           | Mario Verdú                                   | Contra la Corrupción                 | 38.616                | 99,98                 | 38.625    | 2,60  |
| Votos al lema            | Votos al lema                                    | Votos al lema                    | 9                                             | 0,02                                 |                       |                       | 38.625    | 2,60  |
|                          | Unión del Centro Democrático                     | Carlos Alberto Castellani        | Víctor Attademo                               | Producción, Austeridad y Crecimiento | 8.060                 | 99,79                 | 8.077     | 0,54  |
| Votos al lema            | Votos al lema                                    | Votos al lema                    | 17                                            | 0,21                                 |                       |                       | 8.077     | 0,54  |
|                          | Unión de los Trabajadores y la Izquierda         | Mirto Lisandro Viale             | Graciela María Costa                          | —                                    | —                     | —                     | 7.621     | 0,51  |
|                          | Frente por la Justicia, Solidaridad y el Trabajo | Raúl Augusto Druetta             | Mario Fazzari                                 | —                                    | —                     | —                     | 3.126     | 0,21  |
|                          | Partido Demócrata Cristiano                      | Alfredo Augusto Gaspar Nogueras  | Eduardo Néstor Fenouil                        | Democracia Cristiana                 | 1.812                 | 100                   | 1.812     | 0,12  |
|                          | Partido de la Liberación                         | Juan Pablo Marchetti Troxler     | Claudio Sergio Encina                         | —                                    | —                     | —                     | 1.033     | 0,07  |
| Votos positivos          | Votos positivos                                  | Votos positivos                  | Votos positivos                               | Votos positivos                      | Votos positivos       | Votos positivos       | 1.475.937 | 94,23 |
| Votos en blanco          | Votos en blanco                                  | Votos en blanco                  | Votos en blanco                               | Votos en blanco                      | Votos en blanco       | Votos en blanco       | 72.325    | 4,62  |
| Votos anulados           | Votos anulados                                   | Votos anulados                   | Votos anulados                                | Votos anulados                       | Votos anulados        | Votos anulados        | 10.753    | 0,69  |
| Participación            | Participación                                    | Participación                    | Participación                                 | Participación                        | Participación         | Participación         | 1.566.269 | 83,13 |
| Electores registrados    | Electores registrados                            | Electores registrados            | Electores registrados                         | Electores registrados                | Electores registrados | Electores registrados | 1.883.954 | 100   |
| Fuente:                  |                                                  |                                  |                                               |                                      |                       |                       |           |       |

### Cámara de Diputados
| Lema | Lema                                             | Candidatos | Sublema                              | Sublema               | Sublema               | Sublema               | Lema      | Lema  | Lema   |
| Lema | Lema                                             | Candidatos | Sublema                              | Votos                 | %                     | Bancas                | Votos     | %     | Bancas |
| --- | ------------------------------------------------ | --- | ------------------------------------ | --------------------- | --------------------- | --------------------- | --------- | ----- | ------ |
| | Frente Justicialista Popular                     | Ver candidatos: 1. María Angélica Gastaldi 2. Ángel Enzo Baltuzzi 3. Julio César Gutiérrez 4. Mario César Esquivel 5. Jorge Norberto Morganti 6. José Ángel Chipoloni 7. Omar Massat 8. Vicente Angelozzi 9. Américo Vicente Tanno 10. Ariel dalla Fontana 11. Carlos Américo Bermúdez 12. Oscar Herminio Pagnucco 13. Roberto Emilio Campanella 14. Juan Carlos Bacalini 15. Jorge del Bianco 16. Aurelio Rosario Regis 17. Juan Carlos Aguirrezábal 18. Martín Alberto Carrizo 19. Juan Carlos Cavalotti 20. Norberto Oscar Bisutti 21. Oscar Roberto Peiretti 22. Oscar Ariel Martínez 23. Ricardo Altamirano 24. Mario Enrique Sobrero 25. Juan José Balonchard 26. Raúl Albarracín 27. Osvaldo Marcon 28. Rodolfo José Álvarez | Creo en Santa Fe                     | 406.174               | 64,93                 | 20/50                 | 625.558   | 44,32 | 28/50  |
| Ver candidatos: 1. Daniel Germano 2. Juan Carlos Galotto 3. Edgar Hugo López 4. Daniel Rafael Castro 5. Álvaro Gustavo González 6. José Bellini 7. Ricardo Juan Farías 8. Jorge Luis Martínez 9. Celso Mujica 10. José Antonio Alem 11. Omar Nolasco Pérez 12. Antonio Valenti 13. Miguel Ángel Ballesteros 14. Santiago Ramón Dobler 15. Antonia Adelina Gómez 16. Mario Hugo Eduardo Maino 17. Liliana Rosa Iturraspe 18. José Luis Careglio 19. Joaquín Orlando Vissani 20. José María Freijo 21. Miguel Ángel Pagliero 22. Eduardo Alberto Zilli 23. Juan Carlos Romero 24. Nicolás Mecoli 25. Rubén Danilo Rodríguez 26. Ricardo Osvaldo Rapela 27. Antonio José Salomón 28. Miguel Lardelli 29. Rubén Omar Guglielmi 30. Carlos Luis Robledo 31. Ronaldo Ramón Catala 32. Elbio Werlen 33. Norberto Francisco Amarilla 34. Edgardo Augusto Furrel 35. Dionisio José Ramírez 36. Arnaldo Peloso 37. Adriana Aguirre 38. Elena Marín 39. Esther Rosa das Neves 40. Jorge Antonio López 41. Lorenzo Horacio Álvarez 42. Carlos Maidana 43. Alberto José Flaviani 44. Raúl Bianchi 45. Oscar Alberto Barroso 46. Juan Carlos Lucero 47. Edgardo José Murillo 48. Ricardo Juan Francisco Etchemendi 49. Gabriela Mabel Chervas 50. José Guillermo Leonhart | Frente Justicialista Popular                     | Nuevo Rumbo | 81.332                               | 13,00                 | 4/50                  |                       | 625.558   | 44,32 | 28/50  |
| Ver candidatos: 1. Daniel Germano 2. Juan Carlos Galotto 3. Edgar Hugo López 4. Daniel Rafael Castro 5. Álvaro Gustavo González 6. José Bellini 7. Ricardo Juan Farías 8. Jorge Luis Martínez 9. Celso Mujica 10. José Antonio Alem 11. Omar Nolasco Pérez 12. Antonio Valenti 13. Miguel Ángel Ballesteros 14. Santiago Ramón Dobler 15. Antonia Adelina Gómez 16. Mario Hugo Eduardo Maino 17. Liliana Rosa Iturraspe 18. José Luis Careglio 19. Joaquín Orlando Vissani 20. José María Freijo 21. Miguel Ángel Pagliero 22. Eduardo Alberto Zilli 23. Juan Carlos Romero 24. Nicolás Mecoli 25. Rubén Danilo Rodríguez 26. Ricardo Osvaldo Rapela 27. Antonio José Salomón 28. Miguel Lardelli 29. Rubén Omar Guglielmi 30. Carlos Luis Robledo 31. Ronaldo Ramón Catala 32. Elbio Werlen 33. Norberto Francisco Amarilla 34. Edgardo Augusto Furrel 35. Dionisio José Ramírez 36. Arnaldo Peloso 37. Adriana Aguirre 38. Elena Marín 39. Esther Rosa das Neves 40. Jorge Antonio López 41. Lorenzo Horacio Álvarez 42. Carlos Maidana 43. Alberto José Flaviani 44. Raúl Bianchi 45. Oscar Alberto Barroso 46. Juan Carlos Lucero 47. Edgardo José Murillo 48. Ricardo Juan Francisco Etchemendi 49. Gabriela Mabel Chervas 50. José Guillermo Leonhart | Frente Justicialista Popular                     | Nuevo Orden | 10.649                               | 1,70                  | 4/50                  |                       | 625.558   | 44,32 | 28/50  |
| Ver candidatos: 1. Daniel Germano 2. Juan Carlos Galotto 3. Edgar Hugo López 4. Daniel Rafael Castro 5. Álvaro Gustavo González 6. José Bellini 7. Ricardo Juan Farías 8. Jorge Luis Martínez 9. Celso Mujica 10. José Antonio Alem 11. Omar Nolasco Pérez 12. Antonio Valenti 13. Miguel Ángel Ballesteros 14. Santiago Ramón Dobler 15. Antonia Adelina Gómez 16. Mario Hugo Eduardo Maino 17. Liliana Rosa Iturraspe 18. José Luis Careglio 19. Joaquín Orlando Vissani 20. José María Freijo 21. Miguel Ángel Pagliero 22. Eduardo Alberto Zilli 23. Juan Carlos Romero 24. Nicolás Mecoli 25. Rubén Danilo Rodríguez 26. Ricardo Osvaldo Rapela 27. Antonio José Salomón 28. Miguel Lardelli 29. Rubén Omar Guglielmi 30. Carlos Luis Robledo 31. Ronaldo Ramón Catala 32. Elbio Werlen 33. Norberto Francisco Amarilla 34. Edgardo Augusto Furrel 35. Dionisio José Ramírez 36. Arnaldo Peloso 37. Adriana Aguirre 38. Elena Marín 39. Esther Rosa das Neves 40. Jorge Antonio López 41. Lorenzo Horacio Álvarez 42. Carlos Maidana 43. Alberto José Flaviani 44. Raúl Bianchi 45. Oscar Alberto Barroso 46. Juan Carlos Lucero 47. Edgardo José Murillo 48. Ricardo Juan Francisco Etchemendi 49. Gabriela Mabel Chervas 50. José Guillermo Leonhart | Frente Justicialista Popular                     | Total | 91.981                               | 14,70                 | 4/50                  |                       | 625.558   | 44,32 | 28/50  |
| Ver candidatos: 1. Rubén Héctor Dunda 2. Ángel Pascutto 3. Julio Eduardo Eggimann 4. Domingo Alberto Viviani 5. Luis Daniel Rubeo 6. Edison Boggino 7. Rodolfo Oscar Vittar 8. Luis López 9. Juan Alberto Ibáñez 10. Jorge Alberto Casa 11. Carlos Alberto Castillo 12. Juan Antonio Martino 13. Felipe Villarreal 14. Orlando Raúl Palermo 15. Javier Amílcar Tuya 16. Jorge Pedro Zaninovic 17. Francisco Pedro Ferri 18. Juan Manuel Iozia 19. Jorge Omar Rinaldi 20. Hernando Antonio Nini 21. Alberto Crossetti 22. Mario Ismael Puig 23. Genaro Seco 24. Marcelo Honorato Borlone 25. José Sergio Ramón Bordenave 26. Alberto Mario di Vito 27. José D'Ambrosio 28. José Omar Segovia | Frente Justicialista Popular                     | Primero Santa Fe | 53.443                               | 8,54                  | 3/50                  |                       | 625.558   | 44,32 | 28/50  |
| Ver candidatos: 1. Rubén Héctor Dunda 2. Ángel Pascutto 3. Julio Eduardo Eggimann 4. Domingo Alberto Viviani 5. Luis Daniel Rubeo 6. Edison Boggino 7. Rodolfo Oscar Vittar 8. Luis López 9. Juan Alberto Ibáñez 10. Jorge Alberto Casa 11. Carlos Alberto Castillo 12. Juan Antonio Martino 13. Felipe Villarreal 14. Orlando Raúl Palermo 15. Javier Amílcar Tuya 16. Jorge Pedro Zaninovic 17. Francisco Pedro Ferri 18. Juan Manuel Iozia 19. Jorge Omar Rinaldi 20. Hernando Antonio Nini 21. Alberto Crossetti 22. Mario Ismael Puig 23. Genaro Seco 24. Marcelo Honorato Borlone 25. José Sergio Ramón Bordenave 26. Alberto Mario di Vito 27. José D'Ambrosio 28. José Omar Segovia | Frente Justicialista Popular                     | 9 de Julio | 6.058                                | 0,97                  | 3/50                  |                       | 625.558   | 44,32 | 28/50  |
| Ver candidatos: 1. Rubén Héctor Dunda 2. Ángel Pascutto 3. Julio Eduardo Eggimann 4. Domingo Alberto Viviani 5. Luis Daniel Rubeo 6. Edison Boggino 7. Rodolfo Oscar Vittar 8. Luis López 9. Juan Alberto Ibáñez 10. Jorge Alberto Casa 11. Carlos Alberto Castillo 12. Juan Antonio Martino 13. Felipe Villarreal 14. Orlando Raúl Palermo 15. Javier Amílcar Tuya 16. Jorge Pedro Zaninovic 17. Francisco Pedro Ferri 18. Juan Manuel Iozia 19. Jorge Omar Rinaldi 20. Hernando Antonio Nini 21. Alberto Crossetti 22. Mario Ismael Puig 23. Genaro Seco 24. Marcelo Honorato Borlone 25. José Sergio Ramón Bordenave 26. Alberto Mario di Vito 27. José D'Ambrosio 28. José Omar Segovia | Frente Justicialista Popular                     | Movimiento Unidad Popular | 2.595                                | 0,41                  | 3/50                  |                       | 625.558   | 44,32 | 28/50  |
| Ver candidatos: 1. Rubén Héctor Dunda 2. Ángel Pascutto 3. Julio Eduardo Eggimann 4. Domingo Alberto Viviani 5. Luis Daniel Rubeo 6. Edison Boggino 7. Rodolfo Oscar Vittar 8. Luis López 9. Juan Alberto Ibáñez 10. Jorge Alberto Casa 11. Carlos Alberto Castillo 12. Juan Antonio Martino 13. Felipe Villarreal 14. Orlando Raúl Palermo 15. Javier Amílcar Tuya 16. Jorge Pedro Zaninovic 17. Francisco Pedro Ferri 18. Juan Manuel Iozia 19. Jorge Omar Rinaldi 20. Hernando Antonio Nini 21. Alberto Crossetti 22. Mario Ismael Puig 23. Genaro Seco 24. Marcelo Honorato Borlone 25. José Sergio Ramón Bordenave 26. Alberto Mario di Vito 27. José D'Ambrosio 28. José Omar Segovia | Frente Justicialista Popular                     | Total | 62.096                               | 9,93                  | 3/50                  |                       | 625.558   | 44,32 | 28/50  |
| Ver candidatos: 1. Oscar Carlos Barrionuevo 2. Claudio Pedro Leoni 3. Santos Mauro 4. Ramón Rubén Tévez 5. Roberto Jorge Cepeda 6. Oscar Salvador Ávila 7. Néstor Jorge Neme 8. Juan Waimberg 9. Hugo Dohle 10. Hugo Pucheta 11. Víctor Maolo 12. Antonio Pérez 13. Ricardo J. A. Dall'Aglio 14. Graciela Vassallo 15. Dante Delpino 16. Guillermo Francisco Narvay 17. Edgardo Emilio Donnet 18. Elsa Díaz de Juárez 19. Ubaldo Gómez 20. Marcelo Mangini 21. Cesari Norberto de 22. Gelasio Spagnolo 23. Víctor Omar Jáuregui 24. Jorge Tonniccelli 25. Oscar Callorelli 26. Demetrio Iturraspe 27. Hugo C. Grsko 28. Armando Alberto López | Frente Justicialista Popular                     | Cambio Solidario | 24.586                               | 3,93                  | 1/50                  |                       | 625.558   | 44,32 | 28/50  |
| Ver candidatos: 1. Oscar Carlos Barrionuevo 2. Claudio Pedro Leoni 3. Santos Mauro 4. Ramón Rubén Tévez 5. Roberto Jorge Cepeda 6. Oscar Salvador Ávila 7. Néstor Jorge Neme 8. Juan Waimberg 9. Hugo Dohle 10. Hugo Pucheta 11. Víctor Maolo 12. Antonio Pérez 13. Ricardo J. A. Dall'Aglio 14. Graciela Vassallo 15. Dante Delpino 16. Guillermo Francisco Narvay 17. Edgardo Emilio Donnet 18. Elsa Díaz de Juárez 19. Ubaldo Gómez 20. Marcelo Mangini 21. Cesari Norberto de 22. Gelasio Spagnolo 23. Víctor Omar Jáuregui 24. Jorge Tonniccelli 25. Oscar Callorelli 26. Demetrio Iturraspe 27. Hugo C. Grsko 28. Armando Alberto López | Frente Justicialista Popular                     | Histórico | 1.707                                | 0,27                  | 1/50                  |                       | 625.558   | 44,32 | 28/50  |
| Ver candidatos: 1. Oscar Carlos Barrionuevo 2. Claudio Pedro Leoni 3. Santos Mauro 4. Ramón Rubén Tévez 5. Roberto Jorge Cepeda 6. Oscar Salvador Ávila 7. Néstor Jorge Neme 8. Juan Waimberg 9. Hugo Dohle 10. Hugo Pucheta 11. Víctor Maolo 12. Antonio Pérez 13. Ricardo J. A. Dall'Aglio 14. Graciela Vassallo 15. Dante Delpino 16. Guillermo Francisco Narvay 17. Edgardo Emilio Donnet 18. Elsa Díaz de Juárez 19. Ubaldo Gómez 20. Marcelo Mangini 21. Cesari Norberto de 22. Gelasio Spagnolo 23. Víctor Omar Jáuregui 24. Jorge Tonniccelli 25. Oscar Callorelli 26. Demetrio Iturraspe 27. Hugo C. Grsko 28. Armando Alberto López | Frente Justicialista Popular                     | Total | 26.293                               | 4,20                  | 1/50                  |                       | 625.558   | 44,32 | 28/50  |
| Ver candidatos: 1. Ladislao Ramon Blady 2. Roberto Ángel Caprioti 3. Beatriz Liliana Weisemberg 4. Oscar Héctor Arguello 5. Néstor Daniel Aiup 6. Moisés Mansur 7. Rafael Gonzalo Pasquinelli 8. Ventura Basutto 9. Carlos Dante Exequiel Sosa 10. Luis Reynaldo Lobos 11. Mirta Nelly Carranza de Bellato 12. Élida Estela Molbert 13. Héctor Sandler 14. Tomás Alejandro Nario 15. Raúl Mario Bugnon 16. Letizia Julia Limardo 17. Delia Pilar Garrufe 18. Manuel Eufemio Granero 19. Dora Nilda Meister 20. René Víctor Soriano 21. Omar Héctor Ramallo 22. Enrique Alberto César 23. Eugenio Eduardo Maghenzani 24. Juan Malgarini 25. Antonio Luis Bertolino 26. Sergio Héctor Ángel Napole 27. José María Brengio 28. Enrique Riatos | Frente Justicialista Popular                     | C.O.P. - M.O.S.A.R. | 18.914                               | 3,02                  | —                     |                       | 625.558   | 44,32 | 28/50  |
| Ver candidatos: 1. Mario Eduardo Vallone 2. Juan Carlos Caffarengo 3. José Arnoldo Fischer 4. José Ruggieri 5. José Lotorto 6. Roberto Juan Domingo Marchegiani 7. Roberto Aníbal Taner 8. José Pablo Esteban Furno 9. Pedro Martínez 10. Rodolfo Andrés Darnay 11. Jorge Alberto Ventura 12. Hugo Humberto Giovanetti 13. Norberto Maximino Acosta 14. Vicente Beltrán Ibalos 15. Claudia Raquel Pitman 16. Amable Narciso Rivas 17. Verónica Cristina Binaghi 18. Bonifacio Merele 19. René Baltazar Ramón Binaghi 20. Neloso Omar Citeroni 21. María Josefa García 22. Adriano Víctor Cabral 23. Francisco Domingo Luna 24. Horacio Solferino García 25. Ángel Raimundo Brillada 26. Hugo David Nobillo 27. Tomas Akermann 28. Gabriel Schwindt | Frente Justicialista Popular                     | Blanco de los Jubilados - Liga Federal | 9.251                                | 1,48                  | —                     |                       | 625.558   | 44,32 | 28/50  |
| Ver candidatos: 1. Oscar Luis Berra 2. Zulma Matilde Pezz 3. María Elena Ricce 4. Rubén Rufino 5. Leopoldo Lemos 6. Jorge A. Simonelli 7. Raúl Héctor Calvo 8. Miriam Vargas 9. Diógenes Ayala 10. Luis Alberto Coria 11. Julio Toledo 12. Blanca Bergallo 13. F. Juan Bergero 14. Hugo Arbizu 15. Gabriel Alberto Freytes 16. Guido Santiago Coletti 17. José María Rabolini 18. Héctor Hugo Maidana 19. Luis Kaufman 20. Luisa Barros 21. Mario Salvatierra 22. Sonia Ystecahndi 23. Eva María van Weele 24. Carmen María Rubiola 25. Jorge Francescoli 26. María Giovanelli 27. Alberto Mattei 28. Carlos Hernández | Frente Justicialista Popular                     | Hito 91 | 6.429                                | 1,03                  | —                     |                       | 625.558   | 44,32 | 28/50  |
| Ver candidatos: 1. Osvaldo Felipe Sortino 2. Carlos Bensimon 3. Norma Ramos 4. Eddy Graciela Manentti 5. Héctor Américo Satriano 6. Ramón Dionisio Cejas 7. Antonio Domingo Camacho 8. Patricia Lilian Paredes 9. Elvio Casalli 10. Álvaro Jorge Miranda Pacheco 11. Norma Beatriz Brussa 12. Mario Esposito 13. Néstor Roberto Álvarez 14. Adela Gaude 15. Sergio Raúl Belluomini 16. Norberto Domingo Scarafia 17. Jorge Morante 18. Oscar Godoy 19. Rodolfo Navarrette 20. Noemí Raquel García 21. Rosario Haydee Toledo 22. Edgardo Bianchini 23. Hugo Olivera 24. Roque Montiel 25. Antonio Limbrisi 26. Víctor D'Antonio 27. Santos Victorino Chia 28. José Nazareno Angeletti | Frente Justicialista Popular                     | Santa Fe Merece el Cambio | 2.353                                | 0,38                  | —                     |                       | 625.558   | 44,32 | 28/50  |
| Ver candidatos: 1. Ramos Enrique Peralta 2. Pedro Enrique Gómez 3. Raúl Miguel Ricondo 4. Nelson José López 5. Juan Manuel Marracino 6. Armando Rojas 7. Oscar Collins 8. Raúl Alberto Calvo 9. Roberto Peralta 10. Julio D. Díaz 11. Emilio Venetz 12. Néstor Taborda 13. Mirta Carrivale 14. Juan Carlos Mascheroni 15. Miguel Quiroz 16. Alcides Huerta 17. Mabel Dicetti 18. Ernesto Porlo 19. Luisa Gualini 20. Osvaldo Taboro 21. Silvia José Lentini 22. Hayde Teresita de Genaro 23. Irene Luisa Flores 24. Carlos Esposito 25. Héctor R. Ferreyra 26. Carlos Magdalena 27. Alberto Maymanerugo 28. Eva Beatriz Alfonso 29. Roberto Mario Cáceres 30. Dante Godfredi 31. Antonio Bernardo Mosconi 32. Graciela Vasallo 33. Oscar Antonio Sánchez 34. Federico Croppi 35. Gloria Mabel Serassio 36. Miguel Ángel Reale 37. Carlos Alberto Copari 38. Juan Alberto Copari 39. Mafalda Demicheli 40. Orilio Martínez 41. María Raquel Zapata 42. Luis Aniceto Heredia 43. Juan Alberto Farías 44. Aldo Debenedetti 45. Juan Carlos Michia 46. Roberto José Cabral 47. Manuel Ramón Heredia 48. Ángel Faustino Bertaina 49. Sergio Ramón Castagno 50. Francisco Coratti                                                                                 | Frente Justicialista Popular                     | Mesa Unificadora | 658                                  | 0,11                  | —                     |                       | 625.558   | 44,32 | 28/50  |
| Ver candidatos: 1. José Luis Aguirre 2. Héctor Montes 3. Juan Carlos Ripa 4. Arcángel J. Lazarini 5. Leandro Sorrequieta 6. Enrique Docampo 7. Rubén D. Acuña 8. Rubén Soria 9. Mirtha Marrone 10. Ruperto Benavidez 11. Juan V. Roldán 12. Darío J. Acuña 13. Ángela Amorelli 14. María G. Bonacci 15. Agustín Echaire 16. Ernestina Álvarez 17. Juan Carlos Lares 18. Jorge R. Biagiola 19. Humberto Piatti 20. Oreste Haider 21. Enrique López 22. Aldo Deigas 23. Armando Corvalán 24. Ignacio Velázquez 25. Rodolfo R. Campos 26. Luis Abel Guillermo 27. Santiago Moya 28. Victorio Ripa | Frente Justicialista Popular                     | Solidaridad | 14                                   | 0,00                  | —                     |                       | 625.558   | 44,32 | 28/50  |
| — | Frente Justicialista Popular                     | Restauración | 9                                    | 0,00                  | —                     |                       | 625.558   | 44,32 | 28/50  |
| — | Frente Justicialista Popular                     | Frente Federalista | 4                                    | 0,00                  | —                     |                       | 625.558   | 44,32 | 28/50  |
| — | Frente Justicialista Popular                     | La Esperanza Santafesina | 3                                    | 0,00                  | —                     |                       | 625.558   | 44,32 | 28/50  |
| — | Frente Justicialista Popular                     | Determinación y Trabajo | 2                                    | 0,00                  | —                     |                       | 625.558   | 44,32 | 28/50  |
| — | Frente Justicialista Popular                     | Rosario por Rosario | 1                                    | 0,00                  | —                     |                       | 625.558   | 44,32 | 28/50  |
| — | Frente Justicialista Popular                     | Trabajemos por Rosario | 1                                    | 0,00                  | —                     |                       | 625.558   | 44,32 | 28/50  |
| Votos al lema | Votos al lema                                    | 1.375 | 0,22                                 | —                     |                       |                       | 625.558   | 44,32 | 28/50  |
| | Unión Cívica Radical                             | Ver candidatos: 1. Guillermo Aramburu 2. Eugenio Malaponte 3. Sara Picazo 4. Paolo Cribioli 5. Edgardo Barberis 6. Daud Mamet 7. Alberto Buyatti 8. Pío Romani 9. José Silvetro 10. Jorge Álvarez 11. Ricardo Gariboldi 12. Carlos Ramírez 13. José Luis Sañudo 14. Ricardo Giacosa 15. Rubén Marinossi 16. William Maina 17. Amado Alcides Rey 18. Jorge Berti 19. Mario Pereyra 20. Luis Quaranta 21. Jorge Vélez 22. Hipólito Elías 23. Carlos Mariani 24. Carlos Fiant 25. Héctor N. Botta 26. Francisco Rodríguez Arreghi 27. Raúl Molinas 28. Enzo Micino | Convergencia Santafecina             | 491.921               | 89,59                 | 15/50                 | 549.062   | 38,90 | 16/50  |
| Ver candidatos: 1. Santiago Ángel Mascheroni 2. Luis Alberto de Mattia 3. Vicente Betro 4. Leandro Eduardo Chamorro 5. Enrique Jorge Faisal 6. Adolfo Ángel Senn 7. Carlos Alberto Bondaz 8. Alfredo Lorenzo Vaudagna 9. Pablo José Kuzmicich 10. Lázaro José Astulfi 11. Omar Reinaldo Emmert 12. Alberto Oscar López 13. Néstor Luis Muller 14. Norberto Daniel Geminale 15. Juan Carlos Abbondanzieri 16. Omar Benito Galeano 17. Hugo María Marcucci 18. Exequiel A. Quintana 19. Mónica Alejandra Colun 20. Silvano Andrés Videla 21. Ángel Carlos Bianchi 22. Jorge Dolce 23. Luis Daniel Paravano 24. Lorenzo Nicolás Casaco 25. Osvaldo Roberto Quiroga 26. Bernardo René Villalba 27. Ubaldino A. Guianassi 28. Roberto B. Arias | Unión Cívica Radical                             | Movimiento de Renovación y Cambio | 56.290                               | 10,25                 | 1/50                  |                       | 549.062   | 38,90 | 16/50  |
| — | Unión Cívica Radical                             | Cambio Real con Trabajo Solidario | 2                                    | 0,00                  | —                     |                       | 549.062   | 38,90 | 16/50  |
| Votos al lema | Votos al lema                                    | 849 | 0,15                                 | —                     |                       |                       | 549.062   | 38,90 | 16/50  |
| | Honestidad, Trabajo y Eficiencia                 | Ver candidatos: 1. Juan Carlos Zabalza (PSP) 2. Alejandro A. Rebola (PSP) 3. Alfredo L. Cecchi (PSP) 4. Hugo Alberto Bearzotti (PSP) 5. Antonio Bonfatti (PSP) 6. Luis Felipe Beauge 7. Roberto G. Cadus 8. Hernán C. Renk 9. Oscar Manuel Blando 10. Miguel A. Barrios 11. Guillermo R. Filippini 12. Ricardo E. Bertolino 13. Rubén Mario Giacone 14. Nidia Raquel Cavatorta 15. Virgilio D. Laguzza 16. Jorge Humberto Piro 17. Roberto C. de la Encina 18. Leonora T. E. Picazos 19. Atilio Horacio Baldoni 20. Walter Polo Actis 21. Claudio P. Altolaguirre 22. Carlos Hugo Fernández 23. Héctor Mario Beim 24. Héctor A. M. Belletti 25. Rogelio A. Goris 26. Edmundo Daniel Pozzi 27. Eduardo T. Pascual 28. Rubén Manuel Vázquez 29. Daniel Catalani 30. María del Huerto Gómez 31. Aníbal Luis Leiva 32. Ricardo Luis Perusini 33. Rubén Darío Moncada 34. Marcos Gustavo J. Lescano 35. Fernando L. A. Suárez 36. Alfredo Luis Curi 37. Carlos A. J. Mendoza 38. Alberto D. A. Galetti 39. Leonardo G. Panozzo 40. Oscar Víctor Marotzi 41. Clider N. Falena 42. Marcelo O. Barat 43. Daniel C.A. Sclaucero 44. Antonio Grieco 45. Hugo Néstor Saldari 46. Beatriz L. Martinelli 47. Mabel G. Maese 48. Alicia V. H. Romero 49. Laura Inés Alfonso 50. Joel Ivon Alberione | —                                    | —                     | —                     | 4/50                  | 143.272   | 10,15 | 4/50   |
| | Partido Demócrata Progresista                    | Ver candidatos: 1. Martín Carlos Aurelio Caballero 2. Carlos Alberto Favario 3. Juan Carlos Basso 4. Luis Domingo Ingaramo 5. Omar Barraguirre 6. Guillermo Guevara 7. Mario Gavilán 8. Eugenio Melano 9. Luciano Scarafia 10. Leandro Gagliano 11. Nelso Beltramo 12. José Antonio Scilingno 13. Rodolfo Martínez 14. Juan Carlos Fugassa 15. Carlos Alberto Irazuzta 16. Antonio Rubén Lapissonde 17. Oscar Enrique Truchet 18. Jorge Raul Engler 19. Pedro Antonio Bottazzi 20. Julio César Debernardi 21. Miguel Ángel Vicino 22. Carmen L. Almada 23. Idelio Juan Dente 24. Ana María Petrozzi 25. Lisandro Pedro Ellena 26. María Angélica Vegetti 27. Omar Alberto Bonfil 28. Juan Roque Manzo | Contra la Corrupción                 | 66.201                | 99,98                 | 2/50                  | 66.212    | 4,69  | 2/50   |
| Votos al lema | Votos al lema                                    | 11 | 0,02                                 | —                     |                       |                       | 66.212    | 4,69  | 2/50   |
| | Unión del Centro Democrático                     | Ver candidatos: 1. Segundo Pilot 2. Luis Rodolfo Barrilis 3. Manuel Denhoff 4. Alfredo Abel Gerstmayer 5. Carlos E. Furno 6. María Susana Jordán 7. Mónica Beatriz Requelme 8. Carlos Jorge Cavallo 9. Carlos Mario Burgener 10. Pedro Antonio Litrenta Carracedo 11. Sergio Ernesto Rodríguez 12. Ana Isabel Elías 13. Sebastián Ambrogio 14. Rodolfo S. Balbi 15. José María Francisco Carbone 16. Héctor Eduardo Jullier 17. Celestino José Tantera 18. Jorge Horacio de Lera 19. Carlos Eduardo Díaz de Azevedo 20. Vilma María Metozzi 21. Hugo Eldo Grieco 22. Carlos Raúl Merki 23. Horacio Guillermo Turri 24. Nora Borrazas 25. Nilda Guadalupe Winkelmann 26. Luis Gustavo Acosta 27. Olga Irma Porta 28. Angélica Aida Oviedo | Producción, Austeridad y Crecimiento | 10.872                | 99,83                 | —                     | 10.891    | 0,77  |        |
| — | Unión del Centro Democrático                     | Acción Rosarina | 2                                    | 0,02                  | —                     |                       | 10.891    | 0,77  |        |
| Votos al lema | Votos al lema                                    | 17 | 0,16                                 | —                     |                       |                       | 10.891    | 0,77  |        |
| | Unión de los Trabajadores y la Izquierda         | Ver candidatos: 1. José Camilo Otero 2. José Luis Zárate 3. Norberto José Olivares 4. Gabriela Inés Toledo 5. José María Ferrari 6. Miguel Norberto Espinaco 7. Gabriel Cabral 8. Carlos Ernesto Ghioldi 9. José Manissero 10. Carmen Catalina Salguero 11. Esteban Prospero Pereyra 12. Raquel Beatriz Rivera 13. Juan Carlos Correa 14. Marcelo Gabriel Roma 15. René Santiago Mena 16. Alberto Marcelo Arbizu 17. Segundo Miguel Ottolini 18. María Beatriz Jouve 19. Jorge Luis Romero 20. Orlando Enrique Bardallo 21. Mario Nicolás Giordano 22. Eduardo Enrique Podesta 23. Ester Ofelia Gracia 24. Ricardo Manuel Sian 25. Eloi Melano 26. César Alberto Giulietti 27. Sergio Emilio Mazzolari 28. Alicia Bonaparte 29. Julio Horacio Cerf 30. José Mesardo Manera 31. Carlos Ezequiel Albarracín 32. Renato Parra 33. Luis Alberto Olivera 34. Elvio Daniel Maldonado 35. Felipe Arcne 36. Enzo Giglio di Crosta | —                                    | —                     | —                     | —                     | 8.714     | 0,62  |        |
| | Frente por la Justicia, Solidaridad y el Trabajo | Ver candidatos: 1. Emilio González 2. Carlos Alberto Paillole 3. Enrique Alberto Barros 4. Luis Oscar Molinas 5. Daniel Hugo Scopetta 6. Carlos Alberto Pío Minetti 7. Aldo René Spessot 8. Roberto Dardo Vignolo 9. Roberto Krunttsen 10. Darío Abel Marmet 11. Miguel Ángel Méndez 12. Daniel Horacio Taleb 13. Rogelio Silva 14. María del Rosario Méndez 15. Manuel Norberto Cisterna 16. Jorge Imhoff 17. Leonor Tonetto 18. Hugo Mattaliano 19. Emilio Adolfo Sain 20. Graciela Beatriz Nuño 21. Julio Rullan 22. Enzo Mazzola 23. Miguel Ángel Medina 24. Susana Neder 25. Domingo Conrado Ibáñez 26. Héctor Aldo Rougier 27. Marcial Enatarriaga 28. Laura Elisa Delmonte | —                                    | —                     | —                     | —                     | 3.901     | 0,28  |        |
| | Partido Demócrata Cristiano                      | Ver candidatos: 1. César Pérez 2. Norberto Marcelino Velasco 3. Celino Eugenio Allegri 4. Roberto Anselmo Estévez 5. Rino Propedo 6. Víctor Hugo Pérez 7. Eduardo Pablo Belleggia 8. Elena Aniceta Vilar 9. José Oscar Huespe 10. Dante Bautista Bertorello 11. Élida Lidia Juleriaque 12. Elbio Tito Guntern 13. Marina Alicia Bodo 14. Ismael Alberto Zalazar 15. Rafael Domingo Savoretti 16. Julio Tkaczyk 17. Francisco Alcides González 18. Via Amado Dalla 19. Rafael Marcelo del Paso 20. Eduardo Antonio Tarquini 21. Juan Carlos Bovero 22. Abel René Aguirre 23. Ernesto Ángel Buyatti 24. Sergio Eduardo Silvano 25. Ignacio Rufino Uribe 26. Alva Elta Streuli 27. José Benito Secchi 28. Eduardo Konig | Democracia Cristiana                 | 2.560                 | 99,92                 | —                     | 2.562     | 0,18  |        |
| Votos al lema | Votos al lema                                    | 2 | 0,08                                 | —                     |                       |                       | 2.562     | 0,18  |        |
| | Partido de la Liberación                         | Ver candidatos: 1. Juan Pablo Marchetti Troxler 2. Claudio Sergio Encina 3. Fernando Gabriel Krichmar 4. Agustín Alberto Acevedo 5. Mariano Carracedo 6. Julio Fernando Iammarino 7. Javier Ruiz de Temiño | —                                    | —                     | —                     | —                     | 1.183     | 0,08  |        |
| Votos positivos | Votos positivos                                  | Votos positivos | Votos positivos                      | Votos positivos       | Votos positivos       | Votos positivos       | 1.411.355 | 90,11 |        |
| Votos en blanco | Votos en blanco                                  | Votos en blanco | Votos en blanco                      | Votos en blanco       | Votos en blanco       | Votos en blanco       | 144.721   | 9,24  |        |
| Votos anulados | Votos anulados                                   | Votos anulados | Votos anulados                       | Votos anulados        | Votos anulados        | Votos anulados        | 10.081    | 0,64  |        |
| Participación | Participación                                    | Participación | Participación                        | Participación         | Participación         | Participación         | 1.566.157 | 83,13 |        |
| Electores registrados | Electores registrados                            | Electores registrados | Electores registrados                | Electores registrados | Electores registrados | Electores registrados | 1.883.954 | 100   |        |
| Fuente: |                                                  | |                                      |                       |                       |                       |           |       |        |

### Cámara de Senadores
| Lema                                          | Lema                                             | Sublema                              | Sublema               | Sublema               | Lema      | Lema  | Lema   |
| Lema                                          | Lema                                             | Sublema                              | Votos                 | %                     | Votos     | %     | Bancas |
| --------------------------------------------- | ------------------------------------------------ | ------------------------------------ | --------------------- | --------------------- | --------- | ----- | ------ |
|                                               | Frente Justicialista Popular                     | Creo en Santa Fe                     | 354.831               | 57,12                 | 621.155   | 44,80 | 15/19  |
| Nuevo Rumbo                                   | Frente Justicialista Popular                     | 92.357                               | 14,87                 |                       | 621.155   | 44,80 | 15/19  |
| Primero Santa Fe                              | Frente Justicialista Popular                     | 58.102                               | 9,35                  |                       | 621.155   | 44,80 | 15/19  |
| Cambio Solidario                              | Frente Justicialista Popular                     | 28.956                               | 4,66                  |                       | 621.155   | 44,80 | 15/19  |
| C.O.P. - M.O.S.A.R.                           | Frente Justicialista Popular                     | 21.967                               | 3,54                  |                       | 621.155   | 44,80 | 15/19  |
| Nuevo Orden                                   | Frente Justicialista Popular                     | 11.776                               | 1,90                  |                       | 621.155   | 44,80 | 15/19  |
| Blanco de los Jubilados - Liga Federal        | Frente Justicialista Popular                     | 8.101                                | 1,30                  |                       | 621.155   | 44,80 | 15/19  |
| 9 de Julio                                    | Frente Justicialista Popular                     | 7.877                                | 1,27                  |                       | 621.155   | 44,80 | 15/19  |
| Trabajo, Solidaridad y Unidad                 | Frente Justicialista Popular                     | 7.705                                | 1,24                  |                       | 621.155   | 44,80 | 15/19  |
| Hito 91                                       | Frente Justicialista Popular                     | 7.460                                | 1,20                  |                       | 621.155   | 44,80 | 15/19  |
| Por el Cambio desde Iriondo                   | Frente Justicialista Popular                     | 5.019                                | 0,81                  |                       | 621.155   | 44,80 | 15/19  |
| Movimiento Unidad Popular                     | Frente Justicialista Popular                     | 2.455                                | 0,40                  |                       | 621.155   | 44,80 | 15/19  |
| San Jerónimo                                  | Frente Justicialista Popular                     | 2.311                                | 0,37                  |                       | 621.155   | 44,80 | 15/19  |
| Santa Fe Merece el Cambio                     | Frente Justicialista Popular                     | 2.273                                | 0,37                  |                       | 621.155   | 44,80 | 15/19  |
| Histórico                                     | Frente Justicialista Popular                     | 1.764                                | 0,28                  |                       | 621.155   | 44,80 | 15/19  |
| Reconstrucción                                | Frente Justicialista Popular                     | 1.694                                | 0,27                  |                       | 621.155   | 44,80 | 15/19  |
| Restauración                                  | Frente Justicialista Popular                     | 1.058                                | 0,17                  |                       | 621.155   | 44,80 | 15/19  |
| La Esperanza Santafesina                      | Frente Justicialista Popular                     | 665                                  | 0,11                  |                       | 621.155   | 44,80 | 15/19  |
| Mesa Unificadora                              | Frente Justicialista Popular                     | 649                                  | 0,10                  |                       | 621.155   | 44,80 | 15/19  |
| Movimiento de los Pueblos                     | Frente Justicialista Popular                     | 649                                  | 0,10                  |                       | 621.155   | 44,80 | 15/19  |
| Movimiento de Salvación Santafesina           | Frente Justicialista Popular                     | 334                                  | 0,05                  |                       | 621.155   | 44,80 | 15/19  |
| Un Cambio para Crecer                         | Frente Justicialista Popular                     | 302                                  | 0,05                  |                       | 621.155   | 44,80 | 15/19  |
| San Martín para Santa Fe                      | Frente Justicialista Popular                     | 205                                  | 0,03                  |                       | 621.155   | 44,80 | 15/19  |
| Participación y Trabajo                       | Frente Justicialista Popular                     | 174                                  | 0,03                  |                       | 621.155   | 44,80 | 15/19  |
| La Esperanza en Marcha                        | Frente Justicialista Popular                     | 140                                  | 0,02                  |                       | 621.155   | 44,80 | 15/19  |
| Para Volver a Creer                           | Frente Justicialista Popular                     | 75                                   | 0,01                  |                       | 621.155   | 44,80 | 15/19  |
| Frente Federalista                            | Frente Justicialista Popular                     | 47                                   | 0,01                  |                       | 621.155   | 44,80 | 15/19  |
| Solidaridad                                   | Frente Justicialista Popular                     | 37                                   | 0,01                  |                       | 621.155   | 44,80 | 15/19  |
| Determinación y Trabajo                       | Frente Justicialista Popular                     | 4                                    | 0,00                  |                       | 621.155   | 44,80 | 15/19  |
| Cumplir con la Palabra, Cumplir con el Pueblo | Frente Justicialista Popular                     | 2                                    | 0,00                  |                       | 621.155   | 44,80 | 15/19  |
| 28 de Octubre de Arroyo Seco                  | Frente Justicialista Popular                     | 1                                    | 0,00                  |                       | 621.155   | 44,80 | 15/19  |
| Frente Recuperación                           | Frente Justicialista Popular                     | 1                                    | 0,00                  |                       | 621.155   | 44,80 | 15/19  |
| Votos al lema                                 | Frente Justicialista Popular                     | 2.164                                | 0,35                  |                       | 621.155   | 44,80 | 15/19  |
|                                               | Unión Cívica Radical                             | Convergencia Santafecina             | 458.549               | 88,16                 | 520.114   | 37,51 | 4/19   |
| Movimiento de Renovación y Cambio             | Unión Cívica Radical                             | 55.175                               | 10,61                 |                       | 520.114   | 37,51 | 4/19   |
| Cambio Real con Trabajo Solidario             | Unión Cívica Radical                             | 2.880                                | 0,55                  |                       | 520.114   | 37,51 | 4/19   |
| Creer                                         | Unión Cívica Radical                             | 1.950                                | 0,37                  |                       | 520.114   | 37,51 | 4/19   |
| Basta de lo Mismo                             | Unión Cívica Radical                             | 958                                  | 0,18                  |                       | 520.114   | 37,51 | 4/19   |
| Votos al lema                                 | Unión Cívica Radical                             | 602                                  | 0,12                  |                       | 520.114   | 37,51 | 4/19   |
|                                               | Honestidad, Trabajo y Eficiencia                 | —                                    | —                     | —                     | 149.759   | 10,80 |        |
|                                               | Partido Demócrata Progresista                    | Contra la Corrupción                 | 69.142                | 99,96                 | 69.171    | 4,99  |        |
| Votos al lema                                 | Partido Demócrata Progresista                    | 29                                   | 0,04                  |                       | 69.171    | 4,99  |        |
|                                               | Unión del Centro Democrático                     | Producción, Austeridad y Crecimiento | 10.380                | 99,79                 | 10.402    | 0,75  |        |
| Acción Rosarina                               | Unión del Centro Democrático                     | 8                                    | 0,08                  |                       | 10.402    | 0,75  |        |
| Votos al lema                                 | Unión del Centro Democrático                     | 14                                   | 0,13                  |                       | 10.402    | 0,75  |        |
|                                               | Unión de los Trabajadores y la Izquierda         | —                                    | —                     | —                     | 8.454     | 0,61  |        |
|                                               | Frente por la Justicia, Solidaridad y el Trabajo | —                                    | —                     | —                     | 3.989     | 0,29  |        |
|                                               | Partido Demócrata Cristiano                      | Democracia Cristiana                 | 3.461                 | 99,83                 | 3.467     | 0,25  |        |
| Votos al lema                                 | Partido Demócrata Cristiano                      | 6                                    | 0,17                  |                       | 3.467     | 0,25  |        |
|                                               | Partido de la Liberación                         | —                                    | —                     | —                     | 13        | 0,00  |        |
| Votos positivos                               | Votos positivos                                  | Votos positivos                      | Votos positivos       | Votos positivos       | 1.386.524 | 73,60 |        |
| Votos en blanco                               | Votos en blanco                                  | Votos en blanco                      | Votos en blanco       | Votos en blanco       | 169.214   | 8,98  |        |
| Votos anulados                                | Votos anulados                                   | Votos anulados                       | Votos anulados        | Votos anulados        | 10.251    | 0,54  |        |
| Participación                                 | Participación                                    | Participación                        | Participación         | Participación         | 1.565.989 | 83,12 |        |
| Electores registrados                         | Electores registrados                            | Electores registrados                | Electores registrados | Electores registrados | 1.883.954 | 100   |        |
| Fuente:                                       |                                                  |                                      |                       |                       |           |       |        |

#### Resultados por departamentos
| Belgrano 1 Senador              | Belgrano 1 Senador                               | Belgrano 1 Senador                            | Belgrano 1 Senador                   | Belgrano 1 Senador | Belgrano 1 Senador | Belgrano 1 Senador | Belgrano 1 Senador |
| Lema                            | Lema                                             | Candidato                                     | Sublema                              | Sublema            | Sublema            | Lema               | Lema               |
| Lema                            | Lema                                             | Candidato                                     | Sublema                              | Votos              | %                  | Votos              | %                  |
| ------------------------------- | ------------------------------------------------ | --------------------------------------------- | ------------------------------------ | ------------------ | ------------------ | ------------------ | ------------------ |
|                                 | Frente Justicialista Popular                     | Héctor José Camillucci                        | Primero Santa Fe                     | 4.175              | 31,42              | 13.286             | 59,08              |
| C.O.P. - M.O.S.A.R.             | Frente Justicialista Popular                     | Héctor José Camillucci                        | 1.014                                | 7,63               |                    | 13.286             | 59,08              |
| Total                           | Frente Justicialista Popular                     | Héctor José Camillucci                        | 5.189                                | 39,06              |                    | 13.286             | 59,08              |
| Augusto Arnoldo Fischer         | Frente Justicialista Popular                     | Nuevo Rumbo                                   | 4.095                                | 30,82              |                    | 13.286             | 59,08              |
| Augusto Arnoldo Fischer         | Frente Justicialista Popular                     | Nuevo Orden                                   | 118                                  | 0,89               |                    | 13.286             | 59,08              |
| Augusto Arnoldo Fischer         | Frente Justicialista Popular                     | Total                                         | 4.213                                | 31,71              |                    | 13.286             | 59,08              |
| Carlos Eugenio Capisano         | Frente Justicialista Popular                     | Cambio Solidario                              | 3.698                                | 27,83              |                    | 13.286             | 59,08              |
| Nelson Omar Citeroni            | Frente Justicialista Popular                     | Blanco de los Jubilados - Liga Federal        | 137                                  | 1,03               |                    | 13.286             | 59,08              |
| Fidela Fernández                | Frente Justicialista Popular                     | Santa Fe Merece el Cambio                     | 27                                   | 0,20               |                    | 13.286             | 59,08              |
| Votos al lema                   | Votos al lema                                    | 22                                            | 0,17                                 |                    |                    | 13.286             | 59,08              |
|                                 | Unión Cívica Radical                             | Edgardo Héctor Boni                           | Convergencia Santafecina             | 4.937              | 83,44              | 5.917              | 26,31              |
| Ana María Sala                  | Unión Cívica Radical                             | Basta de lo Mismo                             | 958                                  | 16,19              |                    | 5.917              | 26,31              |
| Votos al lema                   | Votos al lema                                    | 22                                            | 0,37                                 |                    |                    | 5.917              | 26,31              |
|                                 | Honestidad, Trabajo y Eficiencia                 | Edith I. Orazzi                               | —                                    | —                  | —                  | 1.365              | 6,07               |
|                                 | Partido Demócrata Progresista                    | Salvador Roig                                 | Contra la Corrupción                 | 1.174              | 86,01              | 1.200              | 5,34               |
| Votos al lema                   | Votos al lema                                    | 26                                            | 1,90                                 |                    |                    | 1.200              | 5,34               |
|                                 | Unión del Centro Democrático                     | Víctor José Piatti                            | Producción, Austeridad y Crecimiento | 548                | 40,15              | 549                | 2,44               |
| Votos al lema                   | Votos al lema                                    | 1                                             | 0,07                                 |                    |                    | 549                | 2,44               |
|                                 | Unión de los Trabajadores y la Izquierda         | Martín Norberto Correa                        | —                                    | —                  | —                  | 101                | 0,45               |
|                                 | Frente por la Justicia, Solidaridad y el Trabajo | Jorge Francisco Costamagna                    | —                                    | —                  | —                  | 45                 | 0,20               |
|                                 | Partido Demócrata Cristiano                      | Domingo José Savoretti                        | Democracia Cristiana                 | 26                 | 1,90               | 27                 | 0,12               |
| Votos al lema                   | Votos al lema                                    | 1                                             | 0,07                                 |                    |                    | 27                 | 0,12               |
| Votos positivos                 | Votos positivos                                  | Votos positivos                               | Votos positivos                      | Votos positivos    | Votos positivos    | 22.490             | 90,86              |
| Votos en blanco                 | Votos en blanco                                  | Votos en blanco                               | Votos en blanco                      | Votos en blanco    | Votos en blanco    | 2.193              | 8,86               |
| Votos nulos                     | Votos nulos                                      | Votos nulos                                   | Votos nulos                          | Votos nulos        | Votos nulos        | 70                 | 0,28               |
| Total de votos                  | Total de votos                                   | Total de votos                                | Total de votos                       | Total de votos     | Total de votos     | 24.753             | 100                |
| Caseros 1 Senador               |                                                  |                                               |                                      |                    |                    |                    |                    |
| Lema                            | Lema                                             | Candidato                                     | Sublema                              | Sublema            | Sublema            | Lema               | Lema               |
| Lema                            | Lema                                             | Candidato                                     | Sublema                              | Votos              | %                  | Votos              | %                  |
|                                 | Frente Justicialista Popular                     | Osvaldo Alfredo Salomón                       | Creo en Santa Fe                     | 14.422             | 68,23              | 21.137             | 46,50              |
| Mesa Unificadora                | Frente Justicialista Popular                     | Osvaldo Alfredo Salomón                       | 649                                  | 3,07               |                    | 21.137             | 46,50              |
| Total                           | Frente Justicialista Popular                     | Osvaldo Alfredo Salomón                       | 15.071                               | 71,30              |                    | 21.137             | 46,50              |
| Alberto A. Barchetta            | Frente Justicialista Popular                     | Nuevo Rumbo                                   | 3.722                                | 17,61              |                    | 21.137             | 46,50              |
| Miguel Ángel Freddi             | Frente Justicialista Popular                     | Cambio Solidario                              | 797                                  | 3,77               |                    | 21.137             | 46,50              |
| Armando Jaime Isern             | Frente Justicialista Popular                     | Primero Santa Fe                              | 677                                  | 3,20               |                    | 21.137             | 46,50              |
| Ángel Alberto Giovanetti        | Frente Justicialista Popular                     | C.O.P. - M.O.S.A.R.                           | 539                                  | 2,55               |                    | 21.137             | 46,50              |
| Pedro Martínez                  | Frente Justicialista Popular                     | Blanco de los Jubilados - Liga Federal        | 225                                  | 1,06               |                    | 21.137             | 46,50              |
| Ricardo Cardozo                 | Frente Justicialista Popular                     | Santa Fe Merece el Cambio                     | 47                                   | 0,22               |                    | 21.137             | 46,50              |
| Votos al lema                   | Votos al lema                                    | 59                                            | 0,28                                 |                    |                    | 21.137             | 46,50              |
|                                 | Unión Cívica Radical                             | Juan Carlos Reschini                          | Convergencia Santafecina             | 14.139             | 96,74              | 14.616             | 32,15              |
| Héctor Pablo Lesgart            | Unión Cívica Radical                             | Movimiento de Renovación y Cambio             | 462                                  | 3,16               |                    | 14.616             | 32,15              |
| Votos al lema                   | Votos al lema                                    | 15                                            | 0,10                                 |                    |                    | 14.616             | 32,15              |
|                                 | Partido Demócrata Progresista                    | Eugenio José Viale                            | Contra la Corrupción                 | 5.829              | 100                | 5.829              | 12,82              |
|                                 | Honestidad, Trabajo y Eficiencia                 | Jorge P. Andrich                              | —                                    | —                  | —                  | 2.621              | 5,77               |
|                                 | Frente por la Justicia, Solidaridad y el Trabajo | Alberto Ricardo Pierini                       | —                                    | —                  | —                  | 656                | 1,44               |
|                                 | Unión del Centro Democrático                     | Estela Maris Bilicich                         | Producción, Austeridad y Crecimiento | 330                | 100                | 330                | 0,73               |
|                                 | Unión de los Trabajadores y la Izquierda         | Orelio Eduardo Roggero                        | —                                    | —                  | —                  | 207                | 0,46               |
|                                 | Partido Demócrata Cristiano                      | Antonio Elio Vrinat                           | Democracia Cristiana                 | 64                 | 100                | 64                 | 0,14               |
| Votos positivos                 | Votos positivos                                  | Votos positivos                               | Votos positivos                      | Votos positivos    | Votos positivos    | 45.460             | 92,63              |
| Votos en blanco                 | Votos en blanco                                  | Votos en blanco                               | Votos en blanco                      | Votos en blanco    | Votos en blanco    | 3.394              | 6,92               |
| Votos nulos                     | Votos nulos                                      | Votos nulos                                   | Votos nulos                          | Votos nulos        | Votos nulos        | 223                | 0,45               |
| Total de votos                  | Total de votos                                   | Total de votos                                | Total de votos                       | Total de votos     | Total de votos     | 49.077             | 100                |
| Castellanos 1 Senador           |                                                  |                                               |                                      |                    |                    |                    |                    |
| Lema                            | Lema                                             | Candidato                                     | Sublema                              | Sublema            | Sublema            | Lema               | Lema               |
| Lema                            | Lema                                             | Candidato                                     | Sublema                              | Votos              | %                  | Votos              | %                  |
|                                 | Frente Justicialista Popular                     | Jorge Raúl Giorgetti                          | Creo en Santa Fe                     | 22.244             | 61,75              | 36.023             | 50,75              |
| Nuevo Rumbo                     | Frente Justicialista Popular                     | Jorge Raúl Giorgetti                          | 6.042                                | 16,77              |                    | 36.023             | 50,75              |
| Nuevo Orden                     | Frente Justicialista Popular                     | Jorge Raúl Giorgetti                          | 57                                   | 0,16               |                    | 36.023             | 50,75              |
| Total                           | Frente Justicialista Popular                     | Jorge Raúl Giorgetti                          | 28.343                               | 78,68              |                    | 36.023             | 50,75              |
| Juan Alfredo Maina              | Frente Justicialista Popular                     | Primero Santa Fe                              | 3.334                                | 9,26               |                    | 36.023             | 50,75              |
| Juan Alfredo Maina              | Frente Justicialista Popular                     | 9 de Julio                                    | 1.188                                | 3,30               |                    | 36.023             | 50,75              |
| Juan Alfredo Maina              | Frente Justicialista Popular                     | Hito 91                                       | 129                                  | 0,36               |                    | 36.023             | 50,75              |
| Juan Alfredo Maina              | Frente Justicialista Popular                     | Total                                         | 4.651                                | 12,91              |                    | 36.023             | 50,75              |
| Luis María Barreiro             | Frente Justicialista Popular                     | Cambio Solidario                              | 2.005                                | 5,57               |                    | 36.023             | 50,75              |
| Luis María Barreiro             | Frente Justicialista Popular                     | Histórico                                     | 11                                   | 0,03               |                    | 36.023             | 50,75              |
| Luis María Barreiro             | Frente Justicialista Popular                     | Total                                         | 2.016                                | 5,60               |                    | 36.023             | 50,75              |
| Víctor Hugo Pons                | Frente Justicialista Popular                     | C.O.P. - M.O.S.A.R.                           | 726                                  | 2,02               |                    | 36.023             | 50,75              |
| Marta Arzuffi                   | Frente Justicialista Popular                     | Santa Fe Merece el Cambio                     | 161                                  | 0,45               |                    | 36.023             | 50,75              |
| Votos al lema                   | Votos al lema                                    | 126                                           | 0,35                                 |                    |                    | 36.023             | 50,75              |
|                                 | Unión Cívica Radical                             | Daniel Norberto Rosa                          | Convergencia Santafecina             | 21.033             | 100                | 21.033             | 29,63              |
|                                 | Partido Demócrata Progresista                    | Felipe A. Canello                             | Contra la Corrupción                 | 7.179              | 100                | 7.179              | 10,11              |
|                                 | Honestidad, Trabajo y Eficiencia                 | Virgilio A. Cordero                           | —                                    | —                  | —                  | 6.309              | 8,89               |
|                                 | Unión del Centro Democrático                     | Abel Darío Elorza                             | Producción, Austeridad y Crecimiento | 363                | 100                | 363                | 0,51               |
|                                 | Frente por la Justicia, Solidaridad y el Trabajo | Héctor Eligio Torres                          | —                                    | —                  | —                  | 44                 | 0,06               |
|                                 | Partido Demócrata Cristiano                      | Hugo Klein                                    | Democracia Cristiana                 | 37                 | 100                | 37                 | 0,05               |
| Votos positivos                 | Votos positivos                                  | Votos positivos                               | Votos positivos                      | Votos positivos    | Votos positivos    | 70.988             | 86,86              |
| Votos en blanco                 | Votos en blanco                                  | Votos en blanco                               | Votos en blanco                      | Votos en blanco    | Votos en blanco    | 10.193             | 12,47              |
| Votos nulos                     | Votos nulos                                      | Votos nulos                                   | Votos nulos                          | Votos nulos        | Votos nulos        | 545                | 0,67               |
| Total de votos                  | Total de votos                                   | Total de votos                                | Total de votos                       | Total de votos     | Total de votos     | 81.726             | 100                |
| Constitución 1 Senador          |                                                  |                                               |                                      |                    |                    |                    |                    |
| Lema                            | Lema                                             | Candidato                                     | Sublema                              | Sublema            | Sublema            | Lema               | Lema               |
| Lema                            | Lema                                             | Candidato                                     | Sublema                              | Votos              | %                  | Votos              | %                  |
|                                 | Frente Justicialista Popular                     | Carlos Eugenio Montini                        | Creo en Santa Fe                     | 15.869             | 75,37              | 21.056             | 47,46              |
| Domingo Cándido                 | Frente Justicialista Popular                     | Nuevo Rumbo                                   | 2.705                                | 12,85              |                    | 21.056             | 47,46              |
| Domingo Cándido                 | Frente Justicialista Popular                     | Primero Santa Fe                              | 1.499                                | 7,12               |                    | 21.056             | 47,46              |
| Domingo Cándido                 | Frente Justicialista Popular                     | Cambio Solidario                              | 229                                  | 1,09               |                    | 21.056             | 47,46              |
| Domingo Cándido                 | Frente Justicialista Popular                     | C.O.P. - M.O.S.A.R.                           | 359                                  | 1,70               |                    | 21.056             | 47,46              |
| Domingo Cándido                 | Frente Justicialista Popular                     | Santa Fe Merece el Cambio                     | 128                                  | 0,61               |                    | 21.056             | 47,46              |
| Domingo Cándido                 | Frente Justicialista Popular                     | Histórico                                     | 3                                    | 0,01               |                    | 21.056             | 47,46              |
| Domingo Cándido                 | Frente Justicialista Popular                     | 9 de Julio                                    | 1                                    | 0,00               |                    | 21.056             | 47,46              |
| Domingo Cándido                 | Frente Justicialista Popular                     | Total                                         | 4.924                                | 23,39              |                    | 21.056             | 47,46              |
| Alberto Simbel                  | Frente Justicialista Popular                     | Movimiento de los Pueblos                     | 162                                  | 0,77               |                    | 21.056             | 47,46              |
| Jorge Alberto Ventura           | Frente Justicialista Popular                     | Blanco de los Jubilados - Liga Federal        | 160                                  | 0,76               |                    | 21.056             | 47,46              |
| Jorge Francescoli               | Frente Justicialista Popular                     | Hito 91                                       | 54                                   | 0,26               |                    | 21.056             | 47,46              |
| Votos al lema                   | Votos al lema                                    | 49                                            | 0,23                                 |                    |                    | 21.056             | 47,46              |
|                                 | Unión Cívica Radical                             | Mario Manuel Serra                            | Convergencia Santafecina             | 17.319             | 90,44              | 19.149             | 43,16              |
| Pedro Raúl Kobila               | Unión Cívica Radical                             | Movimiento de Renovación y Cambio             | 1.818                                | 9,49               |                    | 19.149             | 43,16              |
| Votos al lema                   | Votos al lema                                    | 12                                            | 0,06                                 |                    |                    | 19.149             | 43,16              |
|                                 | Honestidad, Trabajo y Eficiencia                 | Moisés P. Abdala                              | —                                    | —                  | —                  | 1.894              | 4,27               |
|                                 | Partido Demócrata Progresista                    | Orlando Detarsio                              | Contra la Corrupción                 | 1.482              | 100                | 1.482              | 3,34               |
|                                 | Unión de los Trabajadores y la Izquierda         | Tito Martín                                   | —                                    | —                  | —                  | 456                | 1,03               |
|                                 | Unión del Centro Democrático                     | Teresa Raquel Sbrola                          | Producción, Austeridad y Crecimiento | 183                | 100                | 183                | 0,41               |
|                                 | Partido Demócrata Cristiano                      | Julio Fabiani                                 | Democracia Cristiana                 | 76                 | 100                | 76                 | 0,17               |
|                                 | Frente por la Justicia, Solidaridad y el Trabajo | Daniel Ricardo Ugarte                         | —                                    | —                  | —                  | 67                 | 0,15               |
| Votos positivos                 | Votos positivos                                  | Votos positivos                               | Votos positivos                      | Votos positivos    | Votos positivos    | 44.363             | 89,61              |
| Votos en blanco                 | Votos en blanco                                  | Votos en blanco                               | Votos en blanco                      | Votos en blanco    | Votos en blanco    | 4.878              | 9,85               |
| Votos nulos                     | Votos nulos                                      | Votos nulos                                   | Votos nulos                          | Votos nulos        | Votos nulos        | 265                | 0,54               |
| Total de votos                  | Total de votos                                   | Total de votos                                | Total de votos                       | Total de votos     | Total de votos     | 49.506             | 100                |
| Garay 1 Senador                 |                                                  |                                               |                                      |                    |                    |                    |                    |
| Lema                            | Lema                                             | Candidato                                     | Sublema                              | Sublema            | Sublema            | Lema               | Lema               |
| Lema                            | Lema                                             | Candidato                                     | Sublema                              | Votos              | %                  | Votos              | %                  |
|                                 | Frente Justicialista Popular                     | Duilio Osmar Pignata                          | Creo en Santa Fe                     | 1.638              | 34,56              | 4.739              | 56,53              |
| C.O.P. - M.O.S.A.R.             | Frente Justicialista Popular                     | Duilio Osmar Pignata                          | 299                                  | 6,31               |                    | 4.739              | 56,53              |
| Total                           | Frente Justicialista Popular                     | Duilio Osmar Pignata                          | 1.937                                | 40,87              |                    | 4.739              | 56,53              |
| Dolly Ana Emilia Chioccarello   | Frente Justicialista Popular                     | Primero Santa Fe                              | 1.040                                | 21,95              |                    | 4.739              | 56,53              |
| Roberto Oscar Gaspoz            | Frente Justicialista Popular                     | Nuevo Rumbo                                   | 856                                  | 18,06              |                    | 4.739              | 56,53              |
| Roberto Oscar Gaspoz            | Frente Justicialista Popular                     | Participación y Trabajo                       | 174                                  | 3,67               |                    | 4.739              | 56,53              |
| Roberto Oscar Gaspoz            | Frente Justicialista Popular                     | Total                                         | 1.030                                | 21,73              |                    | 4.739              | 56,53              |
| Dardo Ricardo Bangerter         | Frente Justicialista Popular                     | Nuevo Orden                                   | 375                                  | 7,91               |                    | 4.739              | 56,53              |
| Juan Manuel Albertelli          | Frente Justicialista Popular                     | Histórico                                     | 170                                  | 3,59               |                    | 4.739              | 56,53              |
| Ítalo Pedro Giménez             | Frente Justicialista Popular                     | Cambio Solidario                              | 152                                  | 3,21               |                    | 4.739              | 56,53              |
| Nora Guadalupe Schmidt          | Frente Justicialista Popular                     | Santa Fe Merece el Cambio                     | 13                                   | 0,27               |                    | 4.739              | 56,53              |
| Votos al lema                   | Votos al lema                                    | 22                                            | 0,46                                 |                    |                    | 4.739              | 56,53              |
|                                 | Unión Cívica Radical                             | Juan Carlos Bieri                             | Movimiento de Renovación y Cambio    | 1.813              | 54,82              | 3.307              | 39,45              |
| Julio José Brunas               | Unión Cívica Radical                             | Convergencia Santafecina                      | 1.491                                | 45,09              |                    | 3.307              | 39,45              |
| Votos al lema                   | Votos al lema                                    | 3                                             | 0,09                                 |                    |                    | 3.307              | 39,45              |
|                                 | Honestidad, Trabajo y Eficiencia                 | Alberto Prieto                                | —                                    | —                  | —                  | 171                | 2,04               |
|                                 | Partido Demócrata Progresista                    | Omar Ramón Rodríguez                          | Contra la Corrupción                 | 142                | 100                | 142                | 1,69               |
|                                 | Unión del Centro Democrático                     | Susana Mabel Díaz                             | Producción, Austeridad y Crecimiento | 13                 | 100                | 13                 | 0,16               |
|                                 | Frente por la Justicia, Solidaridad y el Trabajo | Luis Guillermo Nasimbera                      | —                                    | —                  | —                  | 11                 | 0,13               |
| Votos positivos                 | Votos positivos                                  | Votos positivos                               | Votos positivos                      | Votos positivos    | Votos positivos    | 8.383              | 95,28              |
| Votos en blanco                 | Votos en blanco                                  | Votos en blanco                               | Votos en blanco                      | Votos en blanco    | Votos en blanco    | 364                | 4,14               |
| Votos nulos                     | Votos nulos                                      | Votos nulos                                   | Votos nulos                          | Votos nulos        | Votos nulos        | 51                 | 0,58               |
| Total de votos                  | Total de votos                                   | Total de votos                                | Total de votos                       | Total de votos     | Total de votos     | 8.798              | 100                |
| General López 1 Senador         |                                                  |                                               |                                      |                    |                    |                    |                    |
| Lema                            | Lema                                             | Candidato                                     | Sublema                              | Sublema            | Sublema            | Lema               | Lema               |
| Lema                            | Lema                                             | Candidato                                     | Sublema                              | Votos              | %                  | Votos              | %                  |
|                                 | Frente Justicialista Popular                     | Alfredo Calatraba                             | Creo en Santa Fe                     | 21.379             | 47,52              | 44.986             | 47,33              |
| Roberto Julio Ángel Alberdi     | Frente Justicialista Popular                     | Primero Santa Fe                              | 11.148                               | 24,78              |                    | 44.986             | 47,33              |
| Roberto Julio Ángel Alberdi     | Frente Justicialista Popular                     | 9 de Julio                                    | 30                                   | 0,07               |                    | 44.986             | 47,33              |
| Roberto Julio Ángel Alberdi     | Frente Justicialista Popular                     | Total                                         | 11.178                               | 24,85              |                    | 44.986             | 47,33              |
| Alejandro Octavio Dall'Armelina | Frente Justicialista Popular                     | Nuevo Rumbo                                   | 10.599                               | 23,56              |                    | 44.986             | 47,33              |
| Alejandro Octavio Dall'Armelina | Frente Justicialista Popular                     | C.O.P. - M.O.S.A.R.                           | 462                                  | 1,03               |                    | 44.986             | 47,33              |
| Alejandro Octavio Dall'Armelina | Frente Justicialista Popular                     | Total                                         | 11.061                               | 24,59              |                    | 44.986             | 47,33              |
| Guillermo Gabriel Luis Rabolini | Frente Justicialista Popular                     | Hito 91                                       | 719                                  | 1,60               |                    | 44.986             | 47,33              |
| María Josefa García             | Frente Justicialista Popular                     | Blanco de los Jubilados - Liga Federal        | 308                                  | 0,68               |                    | 44.986             | 47,33              |
| Hugo Orlando Pérez Galdo        | Frente Justicialista Popular                     | Santa Fe Merece el Cambio                     | 113                                  | 0,25               |                    | 44.986             | 47,33              |
| Marcelino Humberto Otazua       | Frente Justicialista Popular                     | Cambio Solidario                              | 97                                   | 0,22               |                    | 44.986             | 47,33              |
| Votos al lema                   | Votos al lema                                    | 131                                           | 0,29                                 |                    |                    | 44.986             | 47,33              |
|                                 | Unión Cívica Radical                             | Pablo Enrique Nirich                          | Convergencia Santafecina             | 21.152             | 54,84              | 38.569             | 40,58              |
| José Roberto Verge              | Unión Cívica Radical                             | Movimiento de Renovación y Cambio             | 17.278                               | 44,80              |                    | 38.569             | 40,58              |
| Votos al lema                   | Votos al lema                                    | 139                                           | 0,36                                 |                    |                    | 38.569             | 40,58              |
|                                 | Partido Demócrata Progresista                    | Erma Miropi Deux                              | Contra la Corrupción                 | 5.577              | 100                | 5.577              | 5,87               |
|                                 | Honestidad, Trabajo y Eficiencia                 | Domingo B. Romero                             | —                                    | —                  | —                  | 4.143              | 4,36               |
|                                 | Unión del Centro Democrático                     | Roberto Federico Bonadeo                      | Producción, Austeridad y Crecimiento | 894                | 100                | 894                | 0,94               |
|                                 | Unión de los Trabajadores y la Izquierda         | Juan José Pérez                               | —                                    | —                  | —                  | 653                | 0,69               |
|                                 | Frente por la Justicia, Solidaridad y el Trabajo | Estela Mary Cavazzoli                         | —                                    | —                  | —                  | 141                | 0,15               |
|                                 | Partido Demócrata Cristiano                      | Luis Alberto Simone                           | Democracia Cristiana                 | 87                 | 100                | 87                 | 0,09               |
| Votos positivos                 | Votos positivos                                  | Votos positivos                               | Votos positivos                      | Votos positivos    | Votos positivos    | 95.050             | 89,42              |
| Votos en blanco                 | Votos en blanco                                  | Votos en blanco                               | Votos en blanco                      | Votos en blanco    | Votos en blanco    | 10.760             | 10,12              |
| Votos nulos                     | Votos nulos                                      | Votos nulos                                   | Votos nulos                          | Votos nulos        | Votos nulos        | 484                | 0,46               |
| Total de votos                  | Total de votos                                   | Total de votos                                | Total de votos                       | Total de votos     | Total de votos     | 106.294            | 100                |
| General Obligado 1 Senador      |                                                  |                                               |                                      |                    |                    |                    |                    |
| Lema                            | Lema                                             | Candidato                                     | Sublema                              | Sublema            | Sublema            | Lema               | Lema               |
| Lema                            | Lema                                             | Candidato                                     | Sublema                              | Votos              | %                  | Votos              | %                  |
|                                 | Unión Cívica Radical                             | Delki Aroldo Scarpin                          | Convergencia Santafecina             | 28.882             | 82,34              | 35.078             | 51,27              |
| Raúl Alberto Francisco Sellarés | Unión Cívica Radical                             | Movimiento de Renovación y Cambio             | 6.156                                | 17,55              |                    | 35.078             | 51,27              |
| Votos al lema                   | Votos al lema                                    | 40                                            | 0,11                                 |                    |                    | 35.078             | 51,27              |
|                                 | Frente Justicialista Popular                     | Máximo Niclis                                 | Creo en Santa Fe                     | 15.974             | 53,50              | 29.859             | 43,64              |
| Elpino Domingo Vicentín         | Frente Justicialista Popular                     | Nuevo Rumbo                                   | 6.173                                | 20,67              |                    | 29.859             | 43,64              |
| Elpino Domingo Vicentín         | Frente Justicialista Popular                     | Nuevo Orden                                   | 250                                  | 0,84               |                    | 29.859             | 43,64              |
| Elpino Domingo Vicentín         | Frente Justicialista Popular                     | Total                                         | 6.423                                | 21,51              |                    | 29.859             | 43,64              |
| Oscar Pedro Alloatti            | Frente Justicialista Popular                     | Hito 91                                       | 2.973                                | 9,96               |                    | 29.859             | 43,64              |
| Eduardo Horacio Fiant           | Frente Justicialista Popular                     | Primero Santa Fe                              | 2.773                                | 9,29               |                    | 29.859             | 43,64              |
| Eduardo Horacio Fiant           | Frente Justicialista Popular                     | 9 de Julio                                    | 7                                    | 0,02               |                    | 29.859             | 43,64              |
| Eduardo Horacio Fiant           | Frente Justicialista Popular                     | Total                                         | 2.780                                | 9,31               |                    | 29.859             | 43,64              |
| José di Leo                     | Frente Justicialista Popular                     | C.O.P. - M.O.S.A.R.                           | 1.347                                | 4,51               |                    | 29.859             | 43,64              |
| Eleuterio Jacinto Baccarezza    | Frente Justicialista Popular                     | Cambio Solidario                              | 328                                  | 1,10               |                    | 29.859             | 43,64              |
| José Antonio Zorat              | Frente Justicialista Popular                     | Blanco de los Jubilados - Liga Federal        | 2                                    | 0,01               |                    | 29.859             | 43,64              |
| Omar Mario Bandeo               | Frente Justicialista Popular                     | Santa Fe Merece el Cambio                     | 1                                    | 0,00               |                    | 29.859             | 43,64              |
| Votos al lema                   | Votos al lema                                    | 31                                            | 0,10                                 |                    |                    | 29.859             | 43,64              |
|                                 | Partido Demócrata Progresista                    | Meraldo Germán Grothe                         | Contra la Corrupción                 | 1.467              | 100                | 1.467              | 2,14               |
|                                 | Honestidad, Trabajo y Eficiencia                 | Manuel Ruiz                                   | —                                    | —                  | —                  | 1.320              | 1,93               |
|                                 | Unión del Centro Democrático                     | Mario Aníbal Quevedo                          | Producción, Austeridad y Crecimiento | 530                | 100                | 530                | 0,77               |
|                                 | Frente por la Justicia, Solidaridad y el Trabajo | Graciela Guadalupe Simonini                   | —                                    | —                  | —                  | 164                | 0,24               |
| Votos positivos                 | Votos positivos                                  | Votos positivos                               | Votos positivos                      | Votos positivos    | Votos positivos    | 68.418             | 92,16              |
| Votos en blanco                 | Votos en blanco                                  | Votos en blanco                               | Votos en blanco                      | Votos en blanco    | Votos en blanco    | 5.563              | 7,49               |
| Votos nulos                     | Votos nulos                                      | Votos nulos                                   | Votos nulos                          | Votos nulos        | Votos nulos        | 256                | 0,34               |
| Total de votos                  | Total de votos                                   | Total de votos                                | Total de votos                       | Total de votos     | Total de votos     | 74.237             | 100                |
| Iriondo 1 Senador               |                                                  |                                               |                                      |                    |                    |                    |                    |
| Lema                            | Lema                                             | Candidato                                     | Sublema                              | Sublema            | Sublema            | Lema               | Lema               |
| Lema                            | Lema                                             | Candidato                                     | Sublema                              | Votos              | %                  | Votos              | %                  |
|                                 | Frente Justicialista Popular                     | Norberto Juan Betique                         | Creo en Santa Fe                     | 6.010              | 37,79              | 15.903             | 46,96              |
| Rubén Oscar Taborra             | Frente Justicialista Popular                     | Por el Cambio desde Iriondo                   | 5.019                                | 31,56              |                    | 15.903             | 46,96              |
| Roberto Rodolfo Troiano         | Frente Justicialista Popular                     | Nuevo Rumbo                                   | 1.923                                | 12,09              |                    | 15.903             | 46,96              |
| Enrique Alberto Lucena          | Frente Justicialista Popular                     | Primero Santa Fe                              | 974                                  | 6,12               |                    | 15.903             | 46,96              |
| Enrique Alberto Lucena          | Frente Justicialista Popular                     | C.O.P. - M.O.S.A.R.                           | 637                                  | 4,01               |                    | 15.903             | 46,96              |
| Enrique Alberto Lucena          | Frente Justicialista Popular                     | Total                                         | 1.611                                | 10,13              |                    | 15.903             | 46,96              |
| Edgardo Taboda                  | Frente Justicialista Popular                     | Cambio Solidario                              | 890                                  | 5,60               |                    | 15.903             | 46,96              |
| Edgardo Taboda                  | Frente Justicialista Popular                     | Histórico                                     | 5                                    | 0,03               |                    | 15.903             | 46,96              |
| Edgardo Taboda                  | Frente Justicialista Popular                     | Total                                         | 895                                  | 5,63               |                    | 15.903             | 46,96              |
| Francisco Domingo Luna          | Frente Justicialista Popular                     | Blanco de los Jubilados - Liga Federal        | 152                                  | 0,96               |                    | 15.903             | 46,96              |
| Carmen María Consuelo Rubiola   | Frente Justicialista Popular                     | Hito 91                                       | 108                                  | 0,68               |                    | 15.903             | 46,96              |
| Alejandro José Silva            | Frente Justicialista Popular                     | Santa Fe Merece el Cambio                     | 47                                   | 0,30               |                    | 15.903             | 46,96              |
| Votos al lema                   | Votos al lema                                    | 138                                           | 0,87                                 |                    |                    | 15.903             | 46,96              |
|                                 | Unión Cívica Radical                             | Daniel Domingo Sebastián Trivisonno           | Convergencia Santafecina             | 10.953             | 99,97              | 10.956             | 32,35              |
| —                               | Unión Cívica Radical                             | Movimiento de Renovación y Cambio             | 1                                    | 0,01               |                    | 10.956             | 32,35              |
| Votos al lema                   | Votos al lema                                    | 2                                             | 0,02                                 |                    |                    | 10.956             | 32,35              |
|                                 | Partido Demócrata Progresista                    | Silvia Raquel Piovano                         | Contra la Corrupción                 | 3.964              | 100                | 3.964              | 11,71              |
|                                 | Honestidad, Trabajo y Eficiencia                 | Mario S.A. Righetti                           | —                                    | —                  | —                  | 2.106              | 6,22               |
|                                 | Unión de los Trabajadores y la Izquierda         | Horacio Sebastián Poggi                       | —                                    | —                  | —                  | 354                | 1,05               |
|                                 | Partido Demócrata Cristiano                      | Carlos Alberto Ferraro                        | Democracia Cristiana                 | 267                | 100                | 267                | 0,79               |
|                                 | Unión del Centro Democrático                     | Albina Catalina Bria                          | Producción, Austeridad y Crecimiento | 260                | 99,62              | 261                | 0,77               |
| Votos al lema                   | Votos al lema                                    | 1                                             | 0,38                                 |                    |                    | 261                | 0,77               |
|                                 | Frente por la Justicia, Solidaridad y el Trabajo | Anahí Yordano                                 | —                                    | —                  | —                  | 49                 | 0,14               |
|                                 | Partido de la Liberación                         | —                                             | —                                    | —                  | —                  | 5                  | 0,01               |
| Votos positivos                 | Votos positivos                                  | Votos positivos                               | Votos positivos                      | Votos positivos    | Votos positivos    | 33.865             | 87,42              |
| Votos en blanco                 | Votos en blanco                                  | Votos en blanco                               | Votos en blanco                      | Votos en blanco    | Votos en blanco    | 4.725              | 12,20              |
| Votos nulos                     | Votos nulos                                      | Votos nulos                                   | Votos nulos                          | Votos nulos        | Votos nulos        | 147                | 0,38               |
| Total de votos                  | Total de votos                                   | Total de votos                                | Total de votos                       | Total de votos     | Total de votos     | 38.737             | 100                |
| La Capital 1 Senador            |                                                  |                                               |                                      |                    |                    |                    |                    |
| Lema                            | Lema                                             | Candidato                                     | Sublema                              | Sublema            | Sublema            | Lema               | Lema               |
| Lema                            | Lema                                             | Candidato                                     | Sublema                              | Votos              | %                  | Votos              | %                  |
|                                 | Frente Justicialista Popular                     | Mario Raimundo Papaleo                        | Creo en Santa Fe                     | 67.511             | 63,28              | 106.686            | 51,57              |
| Darío Edgardo Miguel            | Frente Justicialista Popular                     | Nuevo Rumbo                                   | 13.592                               | 12,74              |                    | 106.686            | 51,57              |
| Darío Edgardo Miguel            | Frente Justicialista Popular                     | Nuevo Orden                                   | 2.880                                | 2,70               |                    | 106.686            | 51,57              |
| Darío Edgardo Miguel            | Frente Justicialista Popular                     | Total                                         | 16.472                               | 15,44              |                    | 106.686            | 51,57              |
| Roberto Enrique Casis           | Frente Justicialista Popular                     | C.O.P. - M.O.S.A.R.                           | 7.944                                | 7,45               |                    | 106.686            | 51,57              |
| Antonio Ciaurro                 | Frente Justicialista Popular                     | Primero Santa Fe                              | 2.771                                | 2,60               |                    | 106.686            | 51,57              |
| Antonio Ciaurro                 | Frente Justicialista Popular                     | 9 de Julio                                    | 1.867                                | 1,75               |                    | 106.686            | 51,57              |
| Antonio Ciaurro                 | Frente Justicialista Popular                     | Movimiento Unidad Popular                     | 195                                  | 0,18               |                    | 106.686            | 51,57              |
| Antonio Ciaurro                 | Frente Justicialista Popular                     | Total                                         | 4.833                                | 4,53               |                    | 106.686            | 51,57              |
| Jorge Alberto Amsler            | Frente Justicialista Popular                     | Cambio Solidario                              | 3.190                                | 2,99               |                    | 106.686            | 51,57              |
| Jorge Alberto Amsler            | Frente Justicialista Popular                     | Histórico                                     | 944                                  | 0,88               |                    | 106.686            | 51,57              |
| Jorge Alberto Amsler            | Frente Justicialista Popular                     | Total                                         | 4.134                                | 3,87               |                    | 106.686            | 51,57              |
| Edgardo Luna                    | Frente Justicialista Popular                     | Reconstrucción                                | 1.694                                | 1,59               |                    | 106.686            | 51,57              |
| Luis Antonio Piñel              | Frente Justicialista Popular                     | Blanco de los Jubilados - Liga Federal        | 990                                  | 0,93               |                    | 106.686            | 51,57              |
| Raúl E. Zandomeni               | Frente Justicialista Popular                     | Hito 91                                       | 861                                  | 0,81               |                    | 106.686            | 51,57              |
| Virgilio Daniel Cargnello       | Frente Justicialista Popular                     | La Esperanza Santafesina                      | 665                                  | 0,62               |                    | 106.686            | 51,57              |
| Ítalo Natalio Modotti           | Frente Justicialista Popular                     | Santa Fe Merece el Cambio                     | 654                                  | 0,61               |                    | 106.686            | 51,57              |
| Carlos Vicente Samitier         | Frente Justicialista Popular                     | Movimiento de Salvación Santafesina           | 334                                  | 0,31               |                    | 106.686            | 51,57              |
| Enrique Luis Peralta Ramos      | Frente Justicialista Popular                     | Movimiento de los Pueblos                     | 195                                  | 0,18               |                    | 106.686            | 51,57              |
| —                               | Frente Justicialista Popular                     | Solidaridad                                   | 24                                   | 0,02               |                    | 106.686            | 51,57              |
| Votos al lema                   | Votos al lema                                    | 375                                           | 0,35                                 |                    |                    | 106.686            | 51,57              |
|                                 | Unión Cívica Radical                             | Juan Carlos Parola                            | Convergencia Santafecina             | 53.423             | 81,44              | 65.600             | 31,71              |
| Super Manuel Corral             | Unión Cívica Radical                             | Movimiento de Renovación y Cambio             | 12.075                               | 18,41              |                    | 65.600             | 31,71              |
| Votos al lema                   | Votos al lema                                    | 102                                           | 0,16                                 |                    |                    | 65.600             | 31,71              |
|                                 | Partido Demócrata Progresista                    | Luis Alberto Mauri                            | Contra la Corrupción                 | 16.069             | 100                | 16.069             | 7,77               |
|                                 | Honestidad, Trabajo y Eficiencia                 | Miguel A. Irigoyen                            | —                                    | —                  | —                  | 15.112             | 7,31               |
|                                 | Unión de los Trabajadores y la Izquierda         | Graciela Beatriz Paccot                       | —                                    | —                  | —                  | 1.402              | 0,68               |
|                                 | Unión del Centro Democrático                     | Beatriz Brozzu                                | Producción, Austeridad y Crecimiento | 823                | 99,40              | 828                | 0,40               |
| Votos al lema                   | Votos al lema                                    | 5                                             | 0,60                                 |                    |                    | 828                | 0,40               |
|                                 | Partido Demócrata Cristiano                      | Juan Carlos Omar Pelusa                       | Democracia Cristiana                 | 693                | 99,71              | 695                | 0,34               |
| Votos al lema                   | Votos al lema                                    | 2                                             | 0,29                                 |                    |                    | 695                | 0,34               |
|                                 | Frente por la Justicia, Solidaridad y el Trabajo | Luis Domingo Berro                            | —                                    | —                  | —                  | 464                | 0,22               |
|                                 | Partido de la Liberación                         | —                                             | —                                    | —                  | —                  | 1                  | 0,00               |
| Votos positivos                 | Votos positivos                                  | Votos positivos                               | Votos positivos                      | Votos positivos    | Votos positivos    | 206.857            | 87,41              |
| Votos en blanco                 | Votos en blanco                                  | Votos en blanco                               | Votos en blanco                      | Votos en blanco    | Votos en blanco    | 27.531             | 11,63              |
| Votos nulos                     | Votos nulos                                      | Votos nulos                                   | Votos nulos                          | Votos nulos        | Votos nulos        | 2.265              | 0,96               |
| Total de votos                  | Total de votos                                   | Total de votos                                | Total de votos                       | Total de votos     | Total de votos     | 236.653            | 100                |
| Las Colonias 1 Senador          |                                                  |                                               |                                      |                    |                    |                    |                    |
| Lema                            | Lema                                             | Candidato                                     | Sublema                              | Sublema            | Sublema            | Lema               | Lema               |
| Lema                            | Lema                                             | Candidato                                     | Sublema                              | Votos              | %                  | Votos              | %                  |
|                                 | Unión Cívica Radical                             | Rubén Héctor Karlen                           | Convergencia Santafecina             | 21.423             | 99,97              | 21.429             | 48,97              |
| Votos al lema                   | Votos al lema                                    | 6                                             | 0,03                                 |                    |                    | 21.429             | 48,97              |
|                                 | Frente Justicialista Popular                     | Juan Carlos Francisco Vivalda                 | Creo en Santa Fe                     | 12.719             | 75,41              | 16.866             | 38,54              |
| Eduardo Alberto Bonini          | Frente Justicialista Popular                     | C.O.P. - M.O.S.A.R.                           | 1.828                                | 10,84              |                    | 16.866             | 38,54              |
| Eduardo Alberto Bonini          | Frente Justicialista Popular                     | 9 de Julio                                    | 1.306                                | 7,74               |                    | 16.866             | 38,54              |
| Eduardo Alberto Bonini          | Frente Justicialista Popular                     | Total                                         | 3.134                                | 18,58              |                    | 16.866             | 38,54              |
| Ángel Cornelio José Ostralega   | Frente Justicialista Popular                     | Primero Santa Fe                              | 465                                  | 2,76               |                    | 16.866             | 38,54              |
| Emilio Ramón Gerlero            | Frente Justicialista Popular                     | Hito 91                                       | 248                                  | 1,47               |                    | 16.866             | 38,54              |
| Eduardo Luis Andreoli           | Frente Justicialista Popular                     | Cambio Solidario                              | 98                                   | 0,58               |                    | 16.866             | 38,54              |
| Eduardo Luis Andreoli           | Frente Justicialista Popular                     | Histórico                                     | 53                                   | 0,31               |                    | 16.866             | 38,54              |
| Eduardo Luis Andreoli           | Frente Justicialista Popular                     | Total                                         | 151                                  | 0,90               |                    | 16.866             | 38,54              |
| Lidia Josefina Eberhardt        | Frente Justicialista Popular                     | Blanco de los Jubilados - Liga Federal        | 86                                   | 0,51               |                    | 16.866             | 38,54              |
| Votos al lema                   | Votos al lema                                    | 63                                            | 0,37                                 |                    |                    | 16.866             | 38,54              |
|                                 | Partido Demócrata Progresista                    | Roberto E. Lagger                             | Contra la Corrupción                 | 3.319              | 100                | 3.319              | 7,58               |
|                                 | Honestidad, Trabajo y Eficiencia                 | Jorge Humberto Piro                           | —                                    | —                  | —                  | 1.441              | 3,29               |
|                                 | Unión del Centro Democrático                     | Héctor Eduardo Jullier                        | Producción, Austeridad y Crecimiento | 490                | 100                | 490                | 1,12               |
|                                 | Partido Demócrata Cristiano                      | Mario Horacio Bergamasco                      | Democracia Cristiana                 | 217                | 100                | 217                | 0,50               |
|                                 | Frente por la Justicia, Solidaridad y el Trabajo | María del Carmen Alovatti                     | —                                    | —                  | —                  | 45                 | 0,10               |
| Votos positivos                 | Votos positivos                                  | Votos positivos                               | Votos positivos                      | Votos positivos    | Votos positivos    | 43.762             | 83,41              |
| Votos en blanco                 | Votos en blanco                                  | Votos en blanco                               | Votos en blanco                      | Votos en blanco    | Votos en blanco    | 8.454              | 16,11              |
| Votos nulos                     | Votos nulos                                      | Votos nulos                                   | Votos nulos                          | Votos nulos        | Votos nulos        | 252                | 0,48               |
| Total de votos                  | Total de votos                                   | Total de votos                                | Total de votos                       | Total de votos     | Total de votos     | 52.468             | 100                |
| Nueve de Julio 1 Senador        |                                                  |                                               |                                      |                    |                    |                    |                    |
| Lema                            | Lema                                             | Candidato                                     | Sublema                              | Sublema            | Sublema            | Lema               | Lema               |
| Lema                            | Lema                                             | Candidato                                     | Sublema                              | Votos              | %                  | Votos              | %                  |
|                                 | Frente Justicialista Popular                     | Joaquín Raúl Horacio Gramajo                  | Creo en Santa Fe                     | 4.294              | 54,44              | 7.887              | 63,54              |
| Rodolfo Francisco Cravero       | Frente Justicialista Popular                     | Nuevo Rumbo                                   | 1.435                                | 18,19              |                    | 7.887              | 63,54              |
| Rodolfo Francisco Cravero       | Frente Justicialista Popular                     | Cambio Solidario                              | 112                                  | 1,42               |                    | 7.887              | 63,54              |
| Rodolfo Francisco Cravero       | Frente Justicialista Popular                     | Total                                         | 1.547                                | 19,61              |                    | 7.887              | 63,54              |
| Ricardo Aldo Genero             | Frente Justicialista Popular                     | Primero Santa Fe                              | 844                                  | 10,70              |                    | 7.887              | 63,54              |
| Hugo Humberto Bianchi           | Frente Justicialista Popular                     | Hito 91                                       | 728                                  | 9,23               |                    | 7.887              | 63,54              |
| Salvador Antonio Vázquez        | Frente Justicialista Popular                     | C.O.P. - M.O.S.A.R.                           | 388                                  | 4,92               |                    | 7.887              | 63,54              |
| Elisa Nilda Rosales             | Frente Justicialista Popular                     | Blanco de los Jubilados - Liga Federal        | 50                                   | 0,63               |                    | 7.887              | 63,54              |
| Ramón Dionisio Cejas            | Frente Justicialista Popular                     | Santa Fe Merece el Cambio                     | 26                                   | 0,33               |                    | 7.887              | 63,54              |
| Votos al lema                   | Votos al lema                                    | 10                                            | 0,13                                 |                    |                    | 7.887              | 63,54              |
|                                 | Unión Cívica Radical                             | Juan Manuel González del Reguero              | Convergencia Santafecina             | 3.822              | 99,97              | 3.823              | 30,80              |
| Votos al lema                   | Votos al lema                                    | 1                                             | 0,03                                 |                    |                    | 3.823              | 30,80              |
|                                 | Honestidad, Trabajo y Eficiencia                 | Fiorita L. Rodríguez                          | —                                    | —                  | —                  | 427                | 3,44               |
|                                 | Partido Demócrata Progresista                    | Hugo Bartolo Lingua                           | Contra la Corrupción                 | 253                | 100                | 253                | 2,04               |
|                                 | Unión de los Trabajadores y la Izquierda         | Celso Clemente Maldonado                      | —                                    | —                  | —                  | 23                 | 0,19               |
| Votos positivos                 | Votos positivos                                  | Votos positivos                               | Votos positivos                      | Votos positivos    | Votos positivos    | 12.413             | 94,59              |
| Votos en blanco                 | Votos en blanco                                  | Votos en blanco                               | Votos en blanco                      | Votos en blanco    | Votos en blanco    | 670                | 5,11               |
| Votos nulos                     | Votos nulos                                      | Votos nulos                                   | Votos nulos                          | Votos nulos        | Votos nulos        | 40                 | 0,30               |
| Total de votos                  | Total de votos                                   | Total de votos                                | Total de votos                       | Total de votos     | Total de votos     | 13.123             | 100                |
| Rosario 1 Senador               |                                                  |                                               |                                      |                    |                    |                    |                    |
| Lema                            | Lema                                             | Candidato                                     | Sublema                              | Sublema            | Sublema            | Lema               | Lema               |
| Lema                            | Lema                                             | Candidato                                     | Sublema                              | Votos              | %                  | Votos              | %                  |
|                                 | Unión Cívica Radical                             | Ricardo Baclini                               | Convergencia Santafecina             | 191.474            | 97,05              | 197.300            | 39,39              |
| —                               | Unión Cívica Radical                             | Cambio Real con Trabajo Solidario             | 2.880                                | 1,46               |                    | 197.300            | 39,39              |
| Francisco José Prat             | Unión Cívica Radical                             | Movimiento de Renovación y Cambio             | 2.747                                | 1,39               |                    | 197.300            | 39,39              |
| Votos al lema                   | Votos al lema                                    | 199                                           | 0,10                                 |                    |                    | 197.300            | 39,39              |
|                                 | Frente Justicialista Popular                     | José Pablo Cambiaso                           | Creo en Santa Fe                     | 112.283            | 63,84              | 175.869            | 35,11              |
| Miguel Ángel Ezpeleta           | Frente Justicialista Popular                     | Nuevo Rumbo                                   | 19.896                               | 11,31              |                    | 175.869            | 35,11              |
| Miguel Ángel Ezpeleta           | Frente Justicialista Popular                     | Nuevo Orden                                   | 6.478                                | 3,68               |                    | 175.869            | 35,11              |
| Miguel Ángel Ezpeleta           | Frente Justicialista Popular                     | Total                                         | 26.374                               | 15,00              |                    | 175.869            | 35,11              |
| Cayetano Denichilo              | Frente Justicialista Popular                     | Primero Santa Fe                              | 15.038                               | 8,55               |                    | 175.869            | 35,11              |
| Cayetano Denichilo              | Frente Justicialista Popular                     | Movimiento Unidad Popular                     | 2.260                                | 1,29               |                    | 175.869            | 35,11              |
| Cayetano Denichilo              | Frente Justicialista Popular                     | 9 de Julio                                    | 2.591                                | 1,47               |                    | 175.869            | 35,11              |
| Cayetano Denichilo              | Frente Justicialista Popular                     | Total                                         | 19.889                               | 11,31              |                    | 175.869            | 35,11              |
| Jorge Esteban Lelli             | Frente Justicialista Popular                     | Cambio Solidario                              | 7.820                                | 4,45               |                    | 175.869            | 35,11              |
| Jorge Esteban Lelli             | Frente Justicialista Popular                     | Histórico                                     | 365                                  | 0,21               |                    | 175.869            | 35,11              |
| Jorge Esteban Lelli             | Frente Justicialista Popular                     | Total                                         | 8.185                                | 4,65               |                    | 175.869            | 35,11              |
| Susana Amanda Mansilla          | Frente Justicialista Popular                     | Blanco de los Jubilados - Liga Federal        | 5.197                                | 2,96               |                    | 175.869            | 35,11              |
| Víctor Martín                   | Frente Justicialista Popular                     | C.O.P. - M.O.S.A.R.                           | 1.828                                | 1,04               |                    | 175.869            | 35,11              |
| Manuel Esteban                  | Frente Justicialista Popular                     | Santa Fe Merece el Cambio                     | 816                                  | 0,46               |                    | 175.869            | 35,11              |
| Eduardo Antonio Rois            | Frente Justicialista Popular                     | Hito 91                                       | 565                                  | 0,32               |                    | 175.869            | 35,11              |
| Nelson José López               | Frente Justicialista Popular                     | Movimiento de los Pueblos                     | 292                                  | 0,17               |                    | 175.869            | 35,11              |
| —                               | Frente Justicialista Popular                     | Frente Federalista                            | 47                                   | 0,03               |                    | 175.869            | 35,11              |
| René Daniel Colarte             | Frente Justicialista Popular                     | Solidaridad                                   | 13                                   | 0,01               |                    | 175.869            | 35,11              |
| —                               | Frente Justicialista Popular                     | Determinación y Trabajo                       | 4                                    | 0,00               |                    | 175.869            | 35,11              |
| —                               | Frente Justicialista Popular                     | Cumplir con la Palabra, Cumplir con el Pueblo | 2                                    | 0,00               |                    | 175.869            | 35,11              |
| —                               | Frente Justicialista Popular                     | Restauración                                  | 1                                    | 0,00               |                    | 175.869            | 35,11              |
| —                               | Frente Justicialista Popular                     | 28 de Octubre de Arroyo Seco                  | 1                                    | 0,00               |                    | 175.869            | 35,11              |
| —                               | Frente Justicialista Popular                     | Frente Recuperación                           | 1                                    | 0,00               |                    | 175.869            | 35,11              |
| Votos al lema                   | Votos al lema                                    | 371                                           | 0,21                                 |                    |                    | 175.869            | 35,11              |
|                                 | Honestidad, Trabajo y Eficiencia                 | Marcelo R. López Marull                       | —                                    | —                  | —                  | 102.939            | 20,55              |
|                                 | Partido Demócrata Progresista                    | Marcelo Tomás Rodríguez                       | Contra la Corrupción                 | 12.395             | 99,98              | 12.397             | 2,48               |
| Votos al lema                   | Votos al lema                                    | 2                                             | 0,02                                 |                    |                    | 12.397             | 2,48               |
|                                 | Unión del Centro Democrático                     | Antonio di Carlo                              | Producción, Austeridad y Crecimiento | 4.931              | 99,72              | 4.945              | 0,99               |
| —                               | Unión del Centro Democrático                     | Acción Rosarina                               | 8                                    | 0,16               |                    | 4.945              | 0,99               |
| Votos al lema                   | Votos al lema                                    | 6                                             | 0,12                                 |                    |                    | 4.945              | 0,99               |
|                                 | Unión de los Trabajadores y la Izquierda         | Carlos Ernesto Ghioldi                        | —                                    | —                  | —                  | 4.055              | 0,81               |
|                                 | Partido Demócrata Cristiano                      | Oscar Ciriaco Incicco                         | Democracia Cristiana                 | 1.727              | 99,83              | 1.730              | 0,35               |
| Votos al lema                   | Votos al lema                                    | 3                                             | 0,17                                 |                    |                    | 1.730              | 0,35               |
|                                 | Frente por la Justicia, Solidaridad y el Trabajo | Horacio Santiago Tabares                      | —                                    | —                  | —                  | 1.643              | 0,33               |
|                                 | Partido de la Liberación                         | —                                             | —                                    | —                  | —                  | 7                  | 0,00               |
| Votos positivos                 | Votos positivos                                  | Votos positivos                               | Votos positivos                      | Votos positivos    | Votos positivos    | 500.885            | 86,84              |
| Votos en blanco                 | Votos en blanco                                  | Votos en blanco                               | Votos en blanco                      | Votos en blanco    | Votos en blanco    | 71.543             | 12,40              |
| Votos nulos                     | Votos nulos                                      | Votos nulos                                   | Votos nulos                          | Votos nulos        | Votos nulos        | 4.342              | 0,75               |
| Total de votos                  | Total de votos                                   | Total de votos                                | Total de votos                       | Total de votos     | Total de votos     | 576.770            | 100                |
| San Cristóbal 1 Senador         |                                                  |                                               |                                      |                    |                    |                    |                    |
| Lema                            | Lema                                             | Candidato                                     | Sublema                              | Sublema            | Sublema            | Lema               | Lema               |
| Lema                            | Lema                                             | Candidato                                     | Sublema                              | Votos              | %                  | Votos              | %                  |
|                                 | Frente Justicialista Popular                     | Omar Alejandro Pedro Genovese                 | Creo en Santa Fe                     | 9.617              | 54,76              | 17.563             | 50,15              |
| Alfonso Ramón Menéndez          | Frente Justicialista Popular                     | Nuevo Rumbo                                   | 3.178                                | 18,09              |                    | 17.563             | 50,15              |
| Alfonso Ramón Menéndez          | Frente Justicialista Popular                     | C.O.P. - M.O.S.A.R.                           | 1.236                                | 7,04               |                    | 17.563             | 50,15              |
| Alfonso Ramón Menéndez          | Frente Justicialista Popular                     | Cambio Solidario                              | 403                                  | 2,29               |                    | 17.563             | 50,15              |
| Alfonso Ramón Menéndez          | Frente Justicialista Popular                     | Un Cambio para Crecer                         | 302                                  | 1,72               |                    | 17.563             | 50,15              |
| Alfonso Ramón Menéndez          | Frente Justicialista Popular                     | Hito 91                                       | 180                                  | 1,02               |                    | 17.563             | 50,15              |
| Alfonso Ramón Menéndez          | Frente Justicialista Popular                     | Total                                         | 5.299                                | 30,17              |                    | 17.563             | 50,15              |
| —                               | Frente Justicialista Popular                     | Restauración                                  | 1.057                                | 6,02               |                    | 17.563             | 50,15              |
| Armando Manuel Sánchez          | Frente Justicialista Popular                     | Primero Santa Fe                              | 1.020                                | 5,81               |                    | 17.563             | 50,15              |
| Juan Blas Eduardo Jara          | Frente Justicialista Popular                     | 9 de Julio                                    | 236                                  | 1,34               |                    | 17.563             | 50,15              |
| Raúl Oscar Vargas               | Frente Justicialista Popular                     | Histórico                                     | 204                                  | 1,16               |                    | 17.563             | 50,15              |
| Agustín Villalba                | Frente Justicialista Popular                     | Blanco de los Jubilados - Liga Federal        | 47                                   | 0,27               |                    | 17.563             | 50,15              |
| Oscar Ibáñez                    | Frente Justicialista Popular                     | Santa Fe Merece el Cambio                     | 19                                   | 0,11               |                    | 17.563             | 50,15              |
| Raúl Juan Avataneo              | Frente Justicialista Popular                     | Nuevo Orden                                   | 0                                    | 0,00               |                    | 17.563             | 50,15              |
| Votos al lema                   | Votos al lema                                    | 64                                            | 0,36                                 |                    |                    | 17.563             | 50,15              |
|                                 | Unión Cívica Radical                             | Denio Matteucci                               | Convergencia Santafecina             | 15.498             | 100                | 15.498             | 44,25              |
|                                 | Partido Demócrata Progresista                    | Roberto Ruffino                               | Contra la Corrupción                 | 1.384              | 100                | 1.384              | 3,95               |
|                                 | Honestidad, Trabajo y Eficiencia                 | Alfredo Peralta                               | —                                    | —                  | —                  | 425                | 1,21               |
|                                 | Partido Demócrata Cristiano                      | Dante Bautista Bertorello                     | Democracia Cristiana                 | 67                 | 100                | 67                 | 0,19               |
|                                 | Frente por la Justicia, Solidaridad y el Trabajo | Luis Andrés Gorosito                          | —                                    | —                  | —                  | 56                 | 0,16               |
|                                 | Unión de los Trabajadores y la Izquierda         | Oscar Miranda                                 | —                                    | —                  | —                  | 30                 | 0,09               |
| Votos positivos                 | Votos positivos                                  | Votos positivos                               | Votos positivos                      | Votos positivos    | Votos positivos    | 35.023             | 93,39              |
| Votos en blanco                 | Votos en blanco                                  | Votos en blanco                               | Votos en blanco                      | Votos en blanco    | Votos en blanco    | 2.360              | 6,29               |
| Votos nulos                     | Votos nulos                                      | Votos nulos                                   | Votos nulos                          | Votos nulos        | Votos nulos        | 117                | 0,31               |
| Total de votos                  | Total de votos                                   | Total de votos                                | Total de votos                       | Total de votos     | Total de votos     | 37.500             | 100                |
| San Javier 1 Senador            |                                                  |                                               |                                      |                    |                    |                    |                    |
| Lema                            | Lema                                             | Candidato                                     | Sublema                              | Sublema            | Sublema            | Lema               | Lema               |
| Lema                            | Lema                                             | Candidato                                     | Sublema                              | Votos              | %                  | Votos              | %                  |
|                                 | Frente Justicialista Popular                     | José David Carrizo                            | Nuevo Rumbo                          | 2.171              | 30,14              | 7.202              | 52,77              |
| C.O.P. - M.O.S.A.R.             | Frente Justicialista Popular                     | José David Carrizo                            | 820                                  | 11,39              |                    | 7.202              | 52,77              |
| Nuevo Orden                     | Frente Justicialista Popular                     | José David Carrizo                            | 13                                   | 0,18               |                    | 7.202              | 52,77              |
| Total                           | Frente Justicialista Popular                     | José David Carrizo                            | 3.004                                | 41,71              |                    | 7.202              | 52,77              |
| Hugo Alberto Miretti            | Frente Justicialista Popular                     | Creo en Santa Fe                              | 2.381                                | 33,06              |                    | 7.202              | 52,77              |
| Adolfo Daniel Olmedo            | Frente Justicialista Popular                     | Primero Santa Fe                              | 1.431                                | 19,87              |                    | 7.202              | 52,77              |
| Alberto Francisco Alegre        | Frente Justicialista Popular                     | Cambio Solidario                              | 253                                  | 3,51               |                    | 7.202              | 52,77              |
| Amable Narciso Rivas            | Frente Justicialista Popular                     | Blanco de los Jubilados - Liga Federal        | 52                                   | 0,72               |                    | 7.202              | 52,77              |
| Mario Salvatierra               | Frente Justicialista Popular                     | Hito 91                                       | 48                                   | 0,67               |                    | 7.202              | 52,77              |
| Julio Acosta                    | Frente Justicialista Popular                     | Santa Fe Merece el Cambio                     | 22                                   | 0,31               |                    | 7.202              | 52,77              |
| Votos al lema                   | Votos al lema                                    | 11                                            | 0,15                                 |                    |                    | 7.202              | 52,77              |
|                                 | Unión Cívica Radical                             | Mario Enrique Migno                           | Convergencia Santafecina             | 6.071              | 100                | 6.071              | 44,48              |
|                                 | Honestidad, Trabajo y Eficiencia                 | Miguel S. López                               | —                                    | —                  | —                  | 143                | 1,05               |
|                                 | Unión del Centro Democrático                     | Felipe Eduardo Flores                         | Producción, Austeridad y Crecimiento | 131                | 100                | 131                | 0,96               |
|                                 | Partido Demócrata Progresista                    | Rubén Carlos Engler                           | Contra la Corrupción                 | 70                 | 100                | 70                 | 0,51               |
|                                 | Frente por la Justicia, Solidaridad y el Trabajo | Luis Domingo Pedro Torrieri                   | —                                    | —                  | —                  | 19                 | 0,14               |
|                                 | Partido Demócrata Cristiano                      | Delfín Santiago Zampar                        | Democracia Cristiana                 | 12                 | 100                | 12                 | 0,09               |
| Votos positivos                 | Votos positivos                                  | Votos positivos                               | Votos positivos                      | Votos positivos    | Votos positivos    | 13.648             | 96,08              |
| Votos en blanco                 | Votos en blanco                                  | Votos en blanco                               | Votos en blanco                      | Votos en blanco    | Votos en blanco    | 508                | 3,58               |
| Votos nulos                     | Votos nulos                                      | Votos nulos                                   | Votos nulos                          | Votos nulos        | Votos nulos        | 49                 | 0,34               |
| Total de votos                  | Total de votos                                   | Total de votos                                | Total de votos                       | Total de votos     | Total de votos     | 14.205             | 100                |
| San Jerónimo 1 Senador          |                                                  |                                               |                                      |                    |                    |                    |                    |
| Lema                            | Lema                                             | Candidato                                     | Sublema                              | Sublema            | Sublema            | Lema               | Lema               |
| Lema                            | Lema                                             | Candidato                                     | Sublema                              | Votos              | %                  | Votos              | %                  |
|                                 | Frente Justicialista Popular                     | Pedro Guillermo Antonietti                    | Nuevo Rumbo                          | 6.771              | 31,59              | 21.435             | 54,50              |
| Nuevo Orden                     | Frente Justicialista Popular                     | Pedro Guillermo Antonietti                    | 165                                  | 0,77               |                    | 21.435             | 54,50              |
| Total                           | Frente Justicialista Popular                     | Pedro Guillermo Antonietti                    | 6.936                                | 32,36              |                    | 21.435             | 54,50              |
| Emilio Julián Berra Alemán      | Frente Justicialista Popular                     | Creo en Santa Fe                              | 6.877                                | 32,08              |                    | 21.435             | 54,50              |
| Reinaldo Waldemar Tessa         | Frente Justicialista Popular                     | San Jerónimo                                  | 2.311                                | 10,78              |                    | 21.435             | 54,50              |
| Reinaldo Waldemar Tessa         | Frente Justicialista Popular                     | Blanco de los Jubilados - Liga Federal        | 218                                  | 1,02               |                    | 21.435             | 54,50              |
| Reinaldo Waldemar Tessa         | Frente Justicialista Popular                     | Total                                         | 2.529                                | 11,80              |                    | 21.435             | 54,50              |
| Eliseo Emilio Lorenzo Rovetto   | Frente Justicialista Popular                     | Primero Santa Fe                              | 2.462                                | 11,49              |                    | 21.435             | 54,50              |
| Enrique Esteban Tantera         | Frente Justicialista Popular                     | Cambio Solidario                              | 1.330                                | 6,20               |                    | 21.435             | 54,50              |
| Ado Clides Brarda               | Frente Justicialista Popular                     | C.O.P. - M.O.S.A.R.                           | 1.122                                | 5,23               |                    | 21.435             | 54,50              |
| Regino Simón Barraguirre        | Frente Justicialista Popular                     | Santa Fe Merece el Cambio                     | 40                                   | 0,19               |                    | 21.435             | 54,50              |
| Alcides César Antonio Bagilet   | Frente Justicialista Popular                     | Hito 91                                       | 5                                    | 0,02               |                    | 21.435             | 54,50              |
| Votos al lema                   | Votos al lema                                    | 134                                           | 0,63                                 |                    |                    | 21.435             | 54,50              |
|                                 | Unión Cívica Radical                             | Enrique Alberto Núñez                         | Convergencia Santafecina             | 11.212             | 99,97              | 11.215             | 28,51              |
| Votos al lema                   | Votos al lema                                    | 3                                             | 0,03                                 |                    |                    | 11.215             | 28,51              |
|                                 | Partido Demócrata Progresista                    | Santiago Alfieri                              | Contra la Corrupción                 | 3.353              | 100                | 3.353              | 8,52               |
|                                 | Honestidad, Trabajo y Eficiencia                 | Hugo I. Robatta                               | —                                    | —                  | —                  | 2.964              | 7,54               |
|                                 | Unión de los Trabajadores y la Izquierda         | Sergio Raimundo Ferreyra                      | —                                    | —                  | —                  | 161                | 0,41               |
|                                 | Unión del Centro Democrático                     | Oscar Ricardo Sánchez                         | Producción, Austeridad y Crecimiento | 137                | 99,28              | 138                | 0,35               |
| Votos al lema                   | Votos al lema                                    | 1                                             | 0,72                                 |                    |                    | 138                | 0,35               |
|                                 | Partido Demócrata Cristiano                      | Víctor Hugo Pérez                             | Democracia Cristiana                 | 67                 | 100                | 67                 | 0,17               |
| Votos positivos                 | Votos positivos                                  | Votos positivos                               | Votos positivos                      | Votos positivos    | Votos positivos    | 39.333             | 91,22              |
| Votos en blanco                 | Votos en blanco                                  | Votos en blanco                               | Votos en blanco                      | Votos en blanco    | Votos en blanco    | 3.568              | 8,27               |
| Votos nulos                     | Votos nulos                                      | Votos nulos                                   | Votos nulos                          | Votos nulos        | Votos nulos        | 220                | 0,51               |
| Total de votos                  | Total de votos                                   | Total de votos                                | Total de votos                       | Total de votos     | Total de votos     | 43.121             | 100                |
| San Justo 1 Senador             |                                                  |                                               |                                      |                    |                    |                    |                    |
| Lema                            | Lema                                             | Candidato                                     | Sublema                              | Sublema            | Sublema            | Lema               | Lema               |
| Lema                            | Lema                                             | Candidato                                     | Sublema                              | Votos              | %                  | Votos              | %                  |
|                                 | Unión Cívica Radical                             | Edgardo Antonio Bodrone                       | Movimiento de Renovación y Cambio    | 6.407              | 63,02              | 10.167             | 45,67              |
| Gustavo Orlando Pedrazzoli      | Unión Cívica Radical                             | Convergencia Santafecina                      | 3.747                                | 36,85              |                    | 10.167             | 45,67              |
| Votos al lema                   | Votos al lema                                    | 13                                            | 0,13                                 |                    |                    | 10.167             | 45,67              |
|                                 | Frente Justicialista Popular                     | Ricardo Dionisio Olivera                      | Creo en Santa Fe                     | 4.020              | 24,31              | 10.010             | 44,96              |
| Para Volver a Creer             | Frente Justicialista Popular                     | Ricardo Dionisio Olivera                      | 75                                   | 0,45               |                    | 10.010             | 44,96              |
| Total                           | Frente Justicialista Popular                     | Ricardo Dionisio Olivera                      | 4.095                                | 24,76              |                    | 10.010             | 44,96              |
| Humberto José Abeledo           | Frente Justicialista Popular                     | Nuevo Rumbo                                   | 3.126                                | 18,90              |                    | 10.010             | 44,96              |
| Pedro Santiago Neme             | Frente Justicialista Popular                     | Primero Santa Fe                              | 1.984                                | 12,00              |                    | 10.010             | 44,96              |
| Pedro Santiago Neme             | Frente Justicialista Popular                     | C.O.P. - M.O.S.A.R.                           | 450                                  | 2,72               |                    | 10.010             | 44,96              |
| Pedro Santiago Neme             | Frente Justicialista Popular                     | Total                                         | 2.434                                | 14,72              |                    | 10.010             | 44,96              |
| Martín Daniel Rotela            | Frente Justicialista Popular                     | Cambio Solidario                              | 247                                  | 1,49               |                    | 10.010             | 44,96              |
| Luis Rubén Bortule              | Frente Justicialista Popular                     | Hito 91                                       | 64                                   | 0,39               |                    | 10.010             | 44,96              |
| Víctor Fernández                | Frente Justicialista Popular                     | Santa Fe Merece el Cambio                     | 18                                   | 0,11               |                    | 10.010             | 44,96              |
| —                               | Frente Justicialista Popular                     | Blanco de los Jubilados - Liga Federal        | 1                                    | 0,01               |                    | 10.010             | 44,96              |
| Votos al lema                   | Votos al lema                                    | 25                                            | 0,15                                 |                    |                    | 10.010             | 44,96              |
|                                 | Partido Demócrata Progresista                    | Tomás Genaro Valiente                         | Contra la Corrupción                 | 477                | 100                | 477                | 2,14               |
|                                 | Honestidad, Trabajo y Eficiencia                 | Juan Carlos Gaggero                           | —                                    | —                  | —                  | 250                | 1,12               |
|                                 | Unión de los Trabajadores y la Izquierda         | Elbio Francisco Bona                          | —                                    | —                  | —                  | 134                | 0,60               |
|                                 | Unión del Centro Democrático                     | Jorge Oscar Luppi                             | Producción, Austeridad y Crecimiento | 90                 | 100                | 90                 | 0,40               |
|                                 | Frente por la Justicia, Solidaridad y el Trabajo | Miguel Ángel Monzón                           | —                                    | —                  | —                  | 43                 | 0,19               |
|                                 | Partido Demócrata Cristiano                      | Néstor Antonio Vignatti                       | Democracia Cristiana                 | 18                 | 100                | 18                 | 0,08               |
| Votos positivos                 | Votos positivos                                  | Votos positivos                               | Votos positivos                      | Votos positivos    | Votos positivos    | 21.189             | 95,18              |
| Votos en blanco                 | Votos en blanco                                  | Votos en blanco                               | Votos en blanco                      | Votos en blanco    | Votos en blanco    | 975                | 4,38               |
| Votos nulos                     | Votos nulos                                      | Votos nulos                                   | Votos nulos                          | Votos nulos        | Votos nulos        | 98                 | 0,44               |
| Total de votos                  | Total de votos                                   | Total de votos                                | Total de votos                       | Total de votos     | Total de votos     | 22.262             | 100                |
| San Lorenzo 1 Senador           |                                                  |                                               |                                      |                    |                    |                    |                    |
| Lema                            | Lema                                             | Candidato                                     | Sublema                              | Sublema            | Sublema            | Lema               | Lema               |
| Lema                            | Lema                                             | Candidato                                     | Sublema                              | Votos              | %                  | Votos              | %                  |
|                                 | Frente Justicialista Popular                     | Lorenzo Sebastián Domínguez                   | Creo en Santa Fe                     | 28.942             | 73,63              | 39.309             | 57,70              |
| Hugo Humberto Luque             | Frente Justicialista Popular                     | Primero Santa Fe                              | 2.780                                | 7,07               |                    | 39.309             | 57,70              |
| Hugo Humberto Luque             | Frente Justicialista Popular                     | Cambio Solidario                              | 3.341                                | 8,50               |                    | 39.309             | 57,70              |
| Hugo Humberto Luque             | Frente Justicialista Popular                     | Total                                         | 6.121                                | 15,57              |                    | 39.309             | 57,70              |
| Víctor Hugo Ziraldo             | Frente Justicialista Popular                     | Nuevo Rumbo                                   | 2.955                                | 7,52               |                    | 39.309             | 57,70              |
| Víctor Hugo Ziraldo             | Frente Justicialista Popular                     | Nuevo Orden                                   | 265                                  | 0,67               |                    | 39.309             | 57,70              |
| Víctor Hugo Ziraldo             | Frente Justicialista Popular                     | Total                                         | 3.220                                | 8,19               |                    | 39.309             | 57,70              |
| Heriberto Jorge Hallberg        | Frente Justicialista Popular                     | Hito 91                                       | 385                                  | 0,98               |                    | 39.309             | 57,70              |
| Julián Barrera                  | Frente Justicialista Popular                     | Blanco de los Jubilados - Liga Federal        | 333                                  | 0,85               |                    | 39.309             | 57,70              |
| Eduardo Julio de Nicolás        | Frente Justicialista Popular                     | C.O.P. - M.O.S.A.R.                           | 209                                  | 0,53               |                    | 39.309             | 57,70              |
| Andrés Onesto del'Basso         | Frente Justicialista Popular                     | Santa Fe Merece el Cambio                     | 16                                   | 0,04               |                    | 39.309             | 57,70              |
| Votos al lema                   | Votos al lema                                    | 83                                            | 0,21                                 |                    |                    | 39.309             | 57,70              |
|                                 | Unión Cívica Radical                             | Natalio Cantor                                | Convergencia Santafecina             | 21.710             | 100                | 21.710             | 31,87              |
|                                 | Honestidad, Trabajo y Eficiencia                 | Luis A. Sánchez                               | —                                    | —                  | —                  | 3.509              | 5,15               |
|                                 | Partido Demócrata Progresista                    | Miguel Ángel Pafundi                          | Contra la Corrupción                 | 1.939              | 99,95              | 1.940              | 2,85               |
| Votos al lema                   | Votos al lema                                    | 1                                             | 0,05                                 |                    |                    | 1.940              | 2,85               |
|                                 | Unión de los Trabajadores y la Izquierda         | Raúl Ricardo Romano                           | —                                    | —                  | —                  | 746                | 1,09               |
|                                 | Frente por la Justicia, Solidaridad y el Trabajo | Orlando Pablo Luraschi                        | —                                    | —                  | —                  | 481                | 0,71               |
|                                 | Unión del Centro Democrático                     | Alejandro Jorge Blando                        | Producción, Austeridad y Crecimiento | 376                | 100                | 376                | 0,55               |
|                                 | Partido Demócrata Cristiano                      | Carlos Alberto Landucci                       | Democracia Cristiana                 | 59                 | 100                | 59                 | 0,09               |
| Votos positivos                 | Votos positivos                                  | Votos positivos                               | Votos positivos                      | Votos positivos    | Votos positivos    | 68.130             | 89,42              |
| Votos en blanco                 | Votos en blanco                                  | Votos en blanco                               | Votos en blanco                      | Votos en blanco    | Votos en blanco    | 7.650              | 10,04              |
| Votos nulos                     | Votos nulos                                      | Votos nulos                                   | Votos nulos                          | Votos nulos        | Votos nulos        | 411                | 0,54               |
| Total de votos                  | Total de votos                                   | Total de votos                                | Total de votos                       | Total de votos     | Total de votos     | 76.191             | 100                |
| San Martín 1 Senador            |                                                  |                                               |                                      |                    |                    |                    |                    |
| Lema                            | Lema                                             | Candidato                                     | Sublema                              | Sublema            | Sublema            | Lema               | Lema               |
| Lema                            | Lema                                             | Candidato                                     | Sublema                              | Votos              | %                  | Votos              | %                  |
|                                 | Frente Justicialista Popular                     | Hugo Carlos Taborda                           | Trabajo, Solidaridad y Unidad        | 7.705              | 43,60              | 17.674             | 53,69              |
| Carlos Bravo                    | Frente Justicialista Popular                     | Creo en Santa Fe                              | 6.586                                | 37,26              |                    | 17.674             | 53,69              |
| Carlos Bravo                    | Frente Justicialista Popular                     | San Martín para Santa Fe                      | 205                                  | 1,16               |                    | 17.674             | 53,69              |
| Carlos Bravo                    | Frente Justicialista Popular                     | Total                                         | 6.791                                | 38,42              |                    | 17.674             | 53,69              |
| Albino Francisco Moreno         | Frente Justicialista Popular                     | Nuevo Orden                                   | 839                                  | 4,75               |                    | 17.674             | 53,69              |
| Albino Francisco Moreno         | Frente Justicialista Popular                     | Hito 91                                       | 319                                  | 1,80               |                    | 17.674             | 53,69              |
| Albino Francisco Moreno         | Frente Justicialista Popular                     | Cambio Solidario                              | 153                                  | 0,87               |                    | 17.674             | 53,69              |
| Albino Francisco Moreno         | Frente Justicialista Popular                     | Histórico                                     | 9                                    | 0,05               |                    | 17.674             | 53,69              |
| Albino Francisco Moreno         | Frente Justicialista Popular                     | Total                                         | 1.320                                | 7,47               |                    | 17.674             | 53,69              |
| Edio Alfredo Fornero            | Frente Justicialista Popular                     | Primero Santa Fe                              | 788                                  | 4,46               |                    | 17.674             | 53,69              |
| Edio Alfredo Fornero            | Frente Justicialista Popular                     | 9 de Julio                                    | 47                                   | 0,27               |                    | 17.674             | 53,69              |
| Edio Alfredo Fornero            | Frente Justicialista Popular                     | Total                                         | 835                                  | 4,72               |                    | 17.674             | 53,69              |
| Luis Raúl Cumino                | Frente Justicialista Popular                     | Nuevo Rumbo                                   | 462                                  | 2,61               |                    | 17.674             | 53,69              |
| Julio Leonardo César Baroso     | Frente Justicialista Popular                     | Santa Fe Merece el Cambio                     | 69                                   | 0,39               |                    | 17.674             | 53,69              |
| Fermina Riga Chiaramone         | Frente Justicialista Popular                     | Blanco de los Jubilados - Liga Federal        | 65                                   | 0,37               |                    | 17.674             | 53,69              |
| —                               | Frente Justicialista Popular                     | C.O.P. - M.O.S.A.R.                           | 1                                    | 0,01               |                    | 17.674             | 53,69              |
| Votos al lema                   | Votos al lema                                    | 426                                           | 2,41                                 |                    |                    | 17.674             | 53,69              |
|                                 | Unión Cívica Radical                             | José de San Martín Gorosito                   | Convergencia Santafecina             | 7.635              | 78,46              | 9.731              | 29,56              |
| Enrique Bosio                   | Unión Cívica Radical                             | Movimiento de Renovación y Cambio             | 2.080                                | 21,37              |                    | 9.731              | 29,56              |
| Votos al lema                   | Votos al lema                                    | 16                                            | 0,16                                 |                    |                    | 9.731              | 29,56              |
|                                 | Partido Demócrata Progresista                    | Oscar Antonio Zallocco                        | Contra la Corrupción                 | 2.799              | 100                | 2.799              | 8,50               |
|                                 | Honestidad, Trabajo y Eficiencia                 | Jorge A. Armando                              | —                                    | —                  | —                  | 2.358              | 7,16               |
|                                 | Unión del Centro Democrático                     | Juan Miguel Maurino                           | Producción, Austeridad y Crecimiento | 208                | 100                | 208                | 0,63               |
|                                 | Unión de los Trabajadores y la Izquierda         | Carlos César Carnero                          | —                                    | —                  | —                  | 93                 | 0,28               |
|                                 | Frente por la Justicia, Solidaridad y el Trabajo | Ricardo Rogelio Re                            | —                                    | —                  | —                  | 34                 | 0,10               |
|                                 | Partido Demócrata Cristiano                      | Eduardo Antonio Tarquini                      | Democracia Cristiana                 | 22                 | 100                | 22                 | 0,07               |
| Votos positivos                 | Votos positivos                                  | Votos positivos                               | Votos positivos                      | Votos positivos    | Votos positivos    | 32.919             | 91,01              |
| Votos en blanco                 | Votos en blanco                                  | Votos en blanco                               | Votos en blanco                      | Votos en blanco    | Votos en blanco    | 2.949              | 8,15               |
| Votos nulos                     | Votos nulos                                      | Votos nulos                                   | Votos nulos                          | Votos nulos        | Votos nulos        | 302                | 0,83               |
| Total de votos                  | Total de votos                                   | Total de votos                                | Total de votos                       | Total de votos     | Total de votos     | 36.170             | 100                |
| Vera 1 Senador                  |                                                  |                                               |                                      |                    |                    |                    |                    |
| Lema                            | Lema                                             | Candidato                                     | Sublema                              | Sublema            | Sublema            | Lema               | Lema               |
| Lema                            | Lema                                             | Candidato                                     | Sublema                              | Votos              | %                  | Votos              | %                  |
|                                 | Frente Justicialista Popular                     | Guillermo Herbin Berli                        | Cambio Solidario                     | 3.813              | 28,24              | 13.503             | 58,35              |
| Julio Adelaido Ramos            | Frente Justicialista Popular                     | Primero Santa Fe                              | 2.899                                | 21,47              |                    | 13.503             | 58,35              |
| Héctor Ramón Sandrigo           | Frente Justicialista Popular                     | Nuevo Rumbo                                   | 2.656                                | 19,67              |                    | 13.503             | 58,35              |
| Rubén Armando Sánchez           | Frente Justicialista Popular                     | Creo en Santa Fe                              | 2.065                                | 15,29              |                    | 13.503             | 58,35              |
| Jorge Carlos Dubouloy           | Frente Justicialista Popular                     | C.O.P. - M.O.S.A.R.                           | 758                                  | 5,61               |                    | 13.503             | 58,35              |
| Jorge Carlos Dubouloy           | Frente Justicialista Popular                     | 9 de Julio                                    | 604                                  | 4,47               |                    | 13.503             | 58,35              |
| Jorge Carlos Dubouloy           | Frente Justicialista Popular                     | Total                                         | 1.362                                | 10,09              |                    | 13.503             | 58,35              |
| Belkys Benítez                  | Frente Justicialista Popular                     | Nuevo Orden                                   | 336                                  | 2,49               |                    | 13.503             | 58,35              |
| Raúl Girio Villasboas           | Frente Justicialista Popular                     | La Esperanza en Marcha                        | 140                                  | 1,04               |                    | 13.503             | 58,35              |
| Raúl Girio Villasboas           | Frente Justicialista Popular                     | Hito 91                                       | 74                                   | 0,55               |                    | 13.503             | 58,35              |
| Raúl Girio Villasboas           | Frente Justicialista Popular                     | Santa Fe Merece el Cambio                     | 56                                   | 0,41               |                    | 13.503             | 58,35              |
| Raúl Girio Villasboas           | Frente Justicialista Popular                     | Total                                         | 270                                  | 2,00               |                    | 13.503             | 58,35              |
| Mario Toffolo                   | Frente Justicialista Popular                     | Blanco de los Jubilados - Liga Federal        | 78                                   | 0,58               |                    | 13.503             | 58,35              |
| Votos al lema                   | Votos al lema                                    | 24                                            | 0,18                                 |                    |                    | 13.503             | 58,35              |
|                                 | Unión Cívica Radical                             | Hernán Gustavo Agu                            | Movimiento de Renovación y Cambio    | 4.338              | 48,50              | 8.945              | 38,65              |
| José Domingo Kot                | Unión Cívica Radical                             | Convergencia Santafecina                      | 2.628                                | 29,38              |                    | 8.945              | 38,65              |
| Oscar José Caillat              | Unión Cívica Radical                             | Creer                                         | 1.950                                | 21,80              |                    | 8.945              | 38,65              |
| Votos al lema                   | Votos al lema                                    | 29                                            | 0,32                                 |                    |                    | 8.945              | 38,65              |
|                                 | Partido Demócrata Progresista                    | Eduardo Enrique Volkart                       | Contra la Corrupción                 | 270                | 100                | 270                | 1,17               |
|                                 | Honestidad, Trabajo y Eficiencia                 | Eusebio D. Ramírez                            | —                                    | —                  | —                  | 262                | 1,13               |
|                                 | Unión del Centro Democrático                     | Antonio José María Agu                        | Producción, Austeridad y Crecimiento | 73                 | 100                | 73                 | 0,32               |
|                                 | Unión de los Trabajadores y la Izquierda         | Fortunato Ybarra                              | —                                    | —                  | —                  | 39                 | 0,17               |
|                                 | Frente por la Justicia, Solidaridad y el Trabajo | Jorge Alberto Acosta                          | —                                    | —                  | —                  | 27                 | 0,12               |
|                                 | Partido Demócrata Cristiano                      | Federico Nicolás Alasia                       | Democracia Cristiana                 | 22                 | 100                | 22                 | 0,10               |
| Votos positivos                 | Votos positivos                                  | Votos positivos                               | Votos positivos                      | Votos positivos    | Votos positivos    | 23.141             | 95,66              |
| Votos en blanco                 | Votos en blanco                                  | Votos en blanco                               | Votos en blanco                      | Votos en blanco    | Votos en blanco    | 936                | 3,87               |
| Votos nulos                     | Votos nulos                                      | Votos nulos                                   | Votos nulos                          | Votos nulos        | Votos nulos        | 114                | 0,47               |
| Total de votos                  | Total de votos                                   | Total de votos                                | Total de votos                       | Total de votos     | Total de votos     | 24.191             | 100                |